# Liste in der DDR gezeigter US-amerikanischer Filme
Die Liste in der DDR gezeigter US-amerikanischer Filme enthält Kino- und Fernsehfilme aus den Vereinigten Staaten von Amerika, welche in den Kinos der Deutschen Demokratischen Republik bzw. im Fernsehen der DDR aufgeführt wurden. Diese Liste ist nach den Angaben der filmo-bibliografischen Jahresberichte eine Totalerfassung der regulär ausgestrahlten Spielfilme US-amerikanischer Herkunft in Kino und Fernsehen der DDR.
Die Liste orientiert sich an der Ausstrahlungspraxis der DDR. Pilotfilme, welche unabhängig von Serien gezeigt wurden (z. B. Der Mordfall Marcus-Nelson von Kojak – Einsatz in Manhattan) oder einzelne Episoden in Spielfilmlänge, welche als eigenständige Filme gezeigt wurden (z. B. aus der Serie Banacek) werden hier auch gelistet.
Diese Liste ist eine Ausgliederung aus der Liste in der DDR gezeigter westlicher Filme, da diese sonst zu umfangreich wäre.

## Liste
| Jahr | Deutscher Titel                                                 | DDR-Titel                                                                             | Original-Titel                                  | Produktions- land                                                | Regisseur                                              | DDR-Premiere | Anmer- kungen                                                                 |
| ---- | --------------------------------------------------------------- | ------------------------------------------------------------------------------------- | ----------------------------------------------- | ---------------------------------------------------------------- | ------------------------------------------------------ | ------------ | ----------------------------------------------------------------------------- |
| 1914 | Tillies gestörte Romanze                                        | Charlie und die Jungfrau (1. Teil) / Charlie und die Millionen der Jungfrau (2. Teil) | Tillie’s Punctured Romance                      | Vereinigte Staaten                                               | Charlie Chaplin                                        | 12.07.1967   |                                                                               |
| 1915 | Entführung                                                      | Charlie macht Hochzeit                                                                | A Jitney Elopement                              | Vereinigte Staaten                                               | Charlie Chaplin                                        | 23.08.1967   |                                                                               |
| 1916 | Ein Uhr nachts                                                  | Charlie ganz solo                                                                     | One A.M.                                        | Vereinigte Staaten                                               | Charlie Chaplin                                        | 18.10.1967   |                                                                               |
| 1916 | Der Graf                                                        | Charlie unter feinen Leuten                                                           | The Count                                       | Vereinigte Staaten                                               | Charlie Chaplin                                        | 04.07.1967   |                                                                               |
| 1916 | Hinter der Leinwand                                             | Lachen verboten                                                                       | Behind the Screen                               | Vereinigte Staaten                                               | Charlie Chaplin                                        | 13.05.1955   |                                                                               |
| 1916 | Der Ladenaufseher                                               | Charlie, ein Warenhaus und eine Rolltreppe                                            | The Floorwalker                                 | Vereinigte Staaten                                               | Charlie Chaplin                                        | 08.11.1967   |                                                                               |
| 1916 | Das Pfandhaus                                                   | Charlie im Leihhaus                                                                   | The Pawnshop                                    | Vereinigte Staaten                                               | Charlie Chaplin                                        | 14.06.1967   |                                                                               |
| 1916 | Polizei                                                         | Charlie, der Ganove                                                                   | Police                                          | Vereinigte Staaten                                               | Charlie Chaplin                                        | 30.08.1967   |                                                                               |
| 1916 | Der Vagabund                                                    | Lachen verboten                                                                       | The Vagabond                                    | Vereinigte Staaten                                               | Charlie Chaplin                                        | 13.05.1955   |                                                                               |
| 1917 | Der Abenteurer                                                  | Lachen verboten                                                                       | The Adventurer                                  | Vereinigte Staaten                                               | Charlie Chaplin                                        | 13.05.1955   |                                                                               |
| 1917 | Der Einwanderer                                                 | Lachen verboten                                                                       | The Immigrant                                   | Vereinigte Staaten                                               | Charlie Chaplin                                        | 13.05.1955   |                                                                               |
| 1917 | Die Kur                                                         | Lachen verboten                                                                       | The Cure                                        | Vereinigte Staaten                                               | Charlie Chaplin                                        | 13.05.1955   |                                                                               |
| 1917 | Leichte Straße                                                  | Charlie und der Schrecken der Straße                                                  | Easy Street                                     | Vereinigte Staaten                                               | Charlie Chaplin                                        | 02.08.1967   |                                                                               |
| 1918 | Gewehr über                                                     |                                                                                       | Shoulder Arms                                   | Vereinigte Staaten                                               | Charlie Chaplin                                        | 07.03.1981   |                                                                               |
| 1918 | Ein Hundeleben                                                  |                                                                                       | A Dog’s Life                                    | Vereinigte Staaten                                               | Charlie Chaplin                                        | 28.02.1981   |                                                                               |
| 1921 | Die feinen Leute                                                | Feine Leute                                                                           | The Idle Class                                  | Vereinigte Staaten                                               | Charlie Chaplin                                        | 28.02.1981   |                                                                               |
| 1921 | The Kid                                                         |                                                                                       | The Kid                                         | Vereinigte Staaten                                               | Charlie Chaplin                                        | 14.02.1981   |                                                                               |
| 1923 | Der Pilger                                                      |                                                                                       | The Pilgrim                                     | Vereinigte Staaten                                               | Charlie Chaplin                                        | 14.02.1981   |                                                                               |
| 1923 | Die Nächte einer schönen Frau                                   |                                                                                       | A Woman of Paris                                | Vereinigte Staaten                                               | Charlie Chaplin                                        | 21.03.1981   |                                                                               |
| 1924 | Gier                                                            | Gier nach Geld – Greed                                                                | Greed                                           | Vereinigte Staaten                                               | Erich von Stroheim                                     | 12.11.1980   |                                                                               |
| 1925 | Goldrausch                                                      |                                                                                       | The Gold Rush                                   | Vereinigte Staaten                                               | Charlie Chaplin                                        | 12.11.1980   |                                                                               |
| 1928 | Laurel und Hardy: Du bist ein verdammter Narr                   | Laurel und Hardy suchen Anschluß                                                      | You’re Darn Tootin’                             | Vereinigte Staaten                                               | Edgar Kennedy                                          | 14.04.1972   |                                                                               |
| 1928 | Laurel und Hardy: Sugar Daddies                                 | Laurel und Hardy suchen Anschluß                                                      | Sugar Daddies                                   | Vereinigte Staaten                                               | Fred L. Guiol                                          | 14.04.1972   |                                                                               |
| 1928 | Laurel und Hardy: Früh zu Bett                                  | Laurel und Hardy auf der Suche nach dem Mammon                                        | Early to Bed                                    | Vereinigte Staaten                                               | Emmett J. Flynn                                        | 09.03.1973   |                                                                               |
| 1928 | Laurel und Hardy: Habeas Corpus                                 | Laurel und Hardy auf der Suche nach dem Mammon                                        | Habeas Corpus                                   | Vereinigte Staaten                                               | Leo McCarey                                            | 09.03.1973   |                                                                               |
| 1928 | Laurel und Hardy: Von der Suppe zum Dessert                     | Laurel und Hardy auf der Suche nach dem Mammon                                        | From Soup to Nuts                               | Vereinigte Staaten                                               | Edgar Kennedy                                          | 09.03.1973   |                                                                               |
| 1928 | Laurel und Hardy: Zwei Matrosen                                 | Laurel und Hardy suchen Anschluß                                                      | Two Tars                                        | Vereinigte Staaten                                               | James Parott                                           | 14.04.1972   |                                                                               |
| 1928 | Der Zirkus                                                      | Circus                                                                                | The Circus                                      | Vereinigte Staaten                                               | Charlie Chaplin                                        | 19.11.1980   |                                                                               |
| 1929 | Laurel und Hardy: Als Matrosen                                  | Laurel und Hardy suchen Anschluß                                                      | Men O’ War                                      | Vereinigte Staaten                                               | Lewis R. Foster                                        | 14.04.1972   |                                                                               |
| 1929 | Laurel und Hardy: Das ist meine Frau                            | Laurel und Hardy suchen Anschluß                                                      | That’s My Wife                                  | Vereinigte Staaten                                               | Lloyd French                                           | 14.04.1972   |                                                                               |
| 1929 | Laurel und Hardy: Die brennende Nachbarin                       | Laurel und Hardy suchen Anschluß                                                      | Unaccustomed As We Are                          | Vereinigte Staaten                                               | Lewis R. Foster                                        | 14.04.1972   |                                                                               |
| 1929 | Laurel und Hardy: Die Sache mit der Hose                        | Laurel und Hardy auf der Suche nach dem Mammon                                        | Liberty                                         | Vereinigte Staaten                                               | Leo McCarey                                            | 09.03.1973   |                                                                               |
| 1930 | Anna Christie                                                   |                                                                                       | Anna Christie                                   | Vereinigte Staaten                                               | Jacques Feyder                                         | 24.04.1985   |                                                                               |
| 1930 | Geächtet, gefürchtet, geliebt – Billy the Kid                   |                                                                                       | Billy the Kid                                   | Vereinigte Staaten                                               | King Vidor                                             | 21.11.1986   |                                                                               |
| 1931 | Eine amerikanische Tragödie                                     |                                                                                       | An American Tragedy                             | Vereinigte Staaten                                               | Josef von Sternberg                                    | 24.01.1972   |                                                                               |
| 1931 | Die Dreigroschenoper                                            |                                                                                       | Die Dreigroschenoper                            | Vereinigte Staaten                                               | Georg Wilhelm Pabst                                    | 24.06.1948   |                                                                               |
| 1931 | Lichter der Großstadt                                           |                                                                                       | City Lights                                     | Vereinigte Staaten                                               | Charlie Chaplin                                        | 26.11.1980   |                                                                               |
| 1931 | Marius                                                          |                                                                                       | Marius                                          | Frankreich Vereinigte Staaten                                    | Alexander Korda                                        | 30.04.1971   |                                                                               |
| 1931 | Straßen der Weltstadt                                           | Straßen der Großstadt                                                                 | City Streets                                    | Vereinigte Staaten                                               | Rouben Mamoulian                                       | 07.01.1984   |                                                                               |
| 1931 | Vor Blondinen wird gewarnt                                      |                                                                                       | Platinum Blonde                                 | Vereinigte Staaten                                               | Frank Capra                                            | 09.12.1983   |                                                                               |
| 1932 | Blonde Venus                                                    |                                                                                       | Blonde Venus                                    | Vereinigte Staaten                                               | Josef von Sternberg                                    | 23.01.1980   |                                                                               |
| 1932 | Laurel und Hardy: Die Teufelsbrüder                             | Die Teufelsbrüder                                                                     | Pack Up Your Troubles                           | Vereinigte Staaten                                               | George Marshall                                        | 12.04.1987   |                                                                               |
| 1932 | Menschen im Hotel                                               |                                                                                       | Grand Hotel                                     | Vereinigte Staaten                                               | Edmund Goulding                                        | 03.04.1985   |                                                                               |
| 1932 | Eine Stunde mit Dir                                             |                                                                                       | One Hour With You                               | Vereinigte Staaten                                               | Ernst Lubitsch                                         | 14.04.1982   |                                                                               |
| 1932 | Tarzan, der Affenmensch                                         | Tarzan, der Mann aus dem Urwald                                                       | Tarzan the Ape Man                              | Vereinigte Staaten                                               | W. S. Van Dyke                                         | 01.03.1986   |                                                                               |
| 1933 | Alles für das Kind                                              |                                                                                       | A Bedtime Story                                 | Vereinigte Staaten                                               | Norman Taurog                                          | 05.05.1982   |                                                                               |
| 1933 | Das Hohe Lied                                                   | Das Lied der Lieder                                                                   | The Song of Songs                               | Vereinigte Staaten                                               | Rouben Mamoulian                                       | 18.12.1983   |                                                                               |
| 1933 | Königin Christine                                               |                                                                                       | Queen Christina                                 | Vereinigte Staaten                                               | Rouben Mamoulian                                       | 10.04.1985   |                                                                               |
| 1934 | Cleopatra                                                       |                                                                                       | Cleopatra                                       | Vereinigte Staaten                                               | Cecil B. DeMille                                       | 12.11.1983   |                                                                               |
| 1934 | Der dünne Mann                                                  |                                                                                       | The Thin Man                                    | Vereinigte Staaten                                               | W. S. Van Dyke                                         | 26.06.1986   |                                                                               |
| 1934 | Die lustige Witwe                                               |                                                                                       | The Merry Widow                                 | Vereinigte Staaten                                               | Ernst Lubitsch                                         | 17.01.1987   |                                                                               |
| 1935 | Anna Karenina                                                   |                                                                                       | Anna Karenina                                   | Vereinigte Staaten                                               | Clarence Brown                                         | 20.03.1985   |                                                                               |
| 1935 | Ein Butler in Amerika                                           |                                                                                       | Ruggles of Red Gap                              | Vereinigte Staaten                                               | Leo McCarey                                            | 03.03.1982   |                                                                               |
| 1935 | David Copperfield                                               |                                                                                       | David Copperfield                               | Vereinigte Staaten                                               | George Cukor                                           | 06.02.1987   |                                                                               |
| 1935 | Laurel und Hardy: Die besudelte Ehre                            | Wie du mir, so ich dir                                                                | Tit for Tat                                     | Vereinigte Staaten                                               | Charley Rogers                                         | 31.03.1967   |                                                                               |
| 1935 | Laurel und Hardy: Wir sind vom schottischen Infanterie-Regiment | Wir sind vom schottischen Infanterie-Regiment                                         | Bonnie Scotland                                 | Vereinigte Staaten                                               | James W. Horne                                         | 28.12.1987   |                                                                               |
| 1935 | Meuterei auf der Bounty                                         |                                                                                       | Mutiny on the Bounty                            | Vereinigte Staaten                                               | Frank Lloyd                                            | 15.02.1986   |                                                                               |
| 1935 | Skandal in der Oper                                             |                                                                                       | A Night at the Opera                            | Vereinigte Staaten                                               | Sam Wood                                               | 01.07.1989   |                                                                               |
| 1936 | Blinde Wut                                                      | Zorn                                                                                  | Fury                                            | Vereinigte Staaten                                               | Fritz Lang                                             | 04.12.1985   |                                                                               |
| 1936 | Die Kameliendame                                                |                                                                                       | Camille                                         | Vereinigte Staaten                                               | George Cukor                                           | 27.03.1985   |                                                                               |
| 1936 | Moderne Zeiten                                                  |                                                                                       | Modern Times                                    | Vereinigte Staaten                                               | Charlie Chaplin                                        | 03.12.1980   |                                                                               |
| 1936 | Perlen zum Glück                                                |                                                                                       | Desire                                          | Vereinigte Staaten                                               | Frank Borzage                                          | 09.01.1980   |                                                                               |
| 1936 | San Francisco                                                   |                                                                                       | San Francisco                                   | Vereinigte Staaten                                               | W. S. Van Dyke                                         | 01.11.1986   |                                                                               |
| 1937 | Laurel und Hardy: Zwei ritten nach Texas                        |                                                                                       | Way Out West                                    | Vereinigte Staaten                                               | James W. Horne                                         | 31.03.1967   |                                                                               |
| 1937 | Manuel                                                          | Manuel, der Fischer                                                                   | Captains Courageous                             | Vereinigte Staaten                                               | Victor Fleming                                         | 11.12.1985   |                                                                               |
| 1937 | Maria Walewska                                                  |                                                                                       | Conquest                                        | Vereinigte Staaten                                               | Clarence Brown                                         | 17.09.1985   |                                                                               |
| 1937 | Die Marx Brothers: Ein Tag beim Rennen                          | Auf der Rennbahn                                                                      | A Day at the Races                              | Vereinigte Staaten                                               | Sam Wood                                               | 19.04.1987   |                                                                               |
| 1938 | Blaubarts achte Frau                                            |                                                                                       | Bluebeard’s Eighth Wife                         | Vereinigte Staaten                                               | Ernst Lubitsch                                         | 19.12.1980   |                                                                               |
| 1938 | Leoparden küßt man nicht                                        |                                                                                       | Bringing Up Baby                                | Vereinigte Staaten                                               | Howard Hawks                                           | 19.12.1977   |                                                                               |
| 1938 | Wirbelwind aus Paris                                            |                                                                                       | The Rage of Paris                               | Vereinigte Staaten                                               | Henry Koster                                           | 08.09.1982   |                                                                               |
| 1939 | Erbschaft um Mitternacht                                        |                                                                                       | The Cat and the Canary                          | Vereinigte Staaten                                               | Elliot Nugent                                          | 18.03.1972   |                                                                               |
| 1939 | Der große Bluff                                                 |                                                                                       | Destry Rides Again                              | Vereinigte Staaten                                               | George Marshall                                        | 12.03.1971   |                                                                               |
| 1939 | Intermezzo                                                      |                                                                                       | Intermezzo                                      | Vereinigte Staaten                                               | Gregory Ratoff                                         | 13.03.1972   |                                                                               |
| 1939 | Jesse James, Mann ohne Gesetz                                   |                                                                                       | Jesse James                                     | Vereinigte Staaten                                               | Henry King                                             | 27.06.1990   |                                                                               |
| 1939 | Der Hund von Baskerville                                        |                                                                                       | The Hound of the Baskervilles                   | Vereinigte Staaten                                               | Sidney Lanfield                                        | 27.04.1984   |                                                                               |
| 1939 | Die Marx Brothers im Zirkus                                     | Im Zirkus                                                                             | At the Circus                                   | Vereinigte Staaten                                               | Edward Buzzell                                         | 12.10.1988   |                                                                               |
| 1939 | Ringo                                                           | Höllenfahrt nach Santa Fé                                                             | Stagecoach                                      | Vereinigte Staaten                                               | John Ford                                              | 16.12.1972   |                                                                               |
| 1939 | Der Zauberer von Oz                                             | Das zauberhafte Land                                                                  | The Wizard of Oz                                | Vereinigte Staaten                                               | Victor Fleming                                         | 29.03.1986   |                                                                               |
| 1940 | Go West                                                         | Im wilden Westen                                                                      | Go West                                         | Vereinigte Staaten                                               | Edward Buzzell                                         | 18.03.1989   |                                                                               |
| 1940 | Der große Diktator                                              |                                                                                       | The Great Dictator                              | Vereinigte Staaten                                               | Charlie Chaplin                                        | 04.03.1980   |                                                                               |
| 1940 | Die Nacht vor der Hochzeit                                      |                                                                                       | The Philadelphia Story                          | Vereinigte Staaten                                               | George Cukor                                           | 03.10.1986   |                                                                               |
| 1940 | Rache für Jesse James                                           |                                                                                       | The Return of Frank James                       | Vereinigte Staaten                                               | Fritz Lang                                             | 04.07.1990   |                                                                               |
| 1940 | Rebecca                                                         |                                                                                       | Rebecca                                         | Vereinigte Staaten                                               | Alfred Hitchcock                                       | 09.05.1981   |                                                                               |
| 1940 | Rendezvous nach Ladenschluß                                     |                                                                                       | The Shop Around the Corner                      | Vereinigte Staaten                                               | Ernst Lubitsch                                         | 11.07.1986   |                                                                               |
| 1941 | Die Abenteurerin                                                |                                                                                       | The Flame of New Orleans                        | Vereinigte Staaten                                               | René Clair                                             | 16.01.1980   |                                                                               |
| 1941 | Arzt und Dämon                                                  |                                                                                       | Dr. Jekyll and Mr. Hyde                         | Vereinigte Staaten                                               | Victor Fleming                                         | 27.06.1986   |                                                                               |
| 1941 | Citizen Kane                                                    |                                                                                       | Citizen Kane                                    | Vereinigte Staaten                                               | Orson Welles                                           | 27.03.1990   |                                                                               |
| 1941 | Die ewige Eva                                                   |                                                                                       | It Started With Eve                             | Vereinigte Staaten                                               | Henry Koster                                           | 07.04.1982   |                                                                               |
| 1941 | Die Frau mit den zwei Gesichtern                                |                                                                                       | Two-Faced Woman                                 | Vereinigte Staaten                                               | George Cukor                                           | 18.05.1962   |                                                                               |
| 1941 | Das goldene Tor                                                 | Erwachen in der Dämmerung                                                             | Hold Back the Dawn                              | Vereinigte Staaten                                               | Mitchell Leisen                                        | 30.11.1981   |                                                                               |
| 1941 | Die Marx Brothers im Kaufhaus                                   | Im Kaufhaus                                                                           | The Big Store                                   | Vereinigte Staaten                                               | Charles Reisner                                        | 30.11.1986   |                                                                               |
| 1941 | Roman einer Tänzerin                                            |                                                                                       | The Men in Her Life                             | Vereinigte Staaten                                               | Gregory Ratoff                                         | 18.09.1967   |                                                                               |
| 1941 | Seitenstraße                                                    |                                                                                       | Back Street                                     | Vereinigte Staaten                                               | Robert Stevenson                                       | 28.10.1981   |                                                                               |
| 1941 | Die Spur des Falken                                             |                                                                                       | The Maltese Falcon                              | Vereinigte Staaten                                               | John Huston                                            | 07.05.1983   |                                                                               |
| 1941 | Verdacht                                                        |                                                                                       | Suspicion                                       | Vereinigte Staaten                                               | Alfred Hitchcock                                       | 03.07.1972   |                                                                               |
| 1942 | Casablanca                                                      |                                                                                       | Casablanca                                      | Vereinigte Staaten                                               | Michael Curtiz                                         | 06.09.1983   |                                                                               |
| 1942 | Der gläserne Schlüssel                                          |                                                                                       | The Glass Key                                   | Vereinigte Staaten                                               | Stuart Heisler                                         | 11.02.1984   |                                                                               |
| 1942 | Meine Frau, die Hexe                                            |                                                                                       | I Married a Witch                               | Vereinigte Staaten                                               | René Clair                                             | 21.02.1977   |                                                                               |
| 1942 | Sein oder Nichtsein                                             |                                                                                       | To Be or Not to Be                              | Vereinigte Staaten                                               | Ernst Lubitsch                                         | 15.06.1990   |                                                                               |
| 1943 | Auch Henker sterben                                             | Henker sterben auch                                                                   | Hangmen Also Die!                               | Vereinigte Staaten                                               | Fritz Lang                                             | 09.09.1984   |                                                                               |
| 1943 | Fünf Gräber bis Kairo                                           |                                                                                       | Five Graves to Cairo                            | Vereinigte Staaten                                               | Billy Wilder                                           | 20.10.1982   |                                                                               |
| 1943 | Gespenster im Schloß                                            | Das tödliche Ritual                                                                   | Sherlock Holmes Faces Death                     | Vereinigte Staaten                                               | Roy William Neill                                      | 14.08.1969   |                                                                               |
| 1943 | Heimweh                                                         |                                                                                       | Lassie Come Home                                | Vereinigte Staaten                                               | Fred M. Wilcox                                         | 05.04.1985   |                                                                               |
| 1943 | Das Spinnennest                                                 | Die Spinnenfrau                                                                       | The Spider Woman                                | Vereinigte Staaten                                               | Roy William Neill                                      | 19.06.1969   |                                                                               |
| 1943 | Verhängnisvolle Reise                                           |                                                                                       | Sherlock Holmes in Washington                   | Vereinigte Staaten                                               | Roy William Neill                                      | 28.08.1969   |                                                                               |
| 1943 | Das zweite Gesicht                                              |                                                                                       | Flesh and Fantasy                               | Vereinigte Staaten                                               | Julien Duvivier                                        | 11.11.1981   |                                                                               |
| 1944 | Badende Venus                                                   |                                                                                       | Bathing Beauty                                  | Vereinigte Staaten                                               | George Sidney                                          | 10.08.1985   |                                                                               |
| 1944 | Frau ohne Gewissen                                              |                                                                                       | Double Indemnity                                | Vereinigte Staaten                                               | Billy Wilder                                           | 09.08.1980   |                                                                               |
| 1944 | Das Gespenst von Canterville                                    |                                                                                       | The Canterville Ghost                           | Vereinigte Staaten                                               | Jules Dassin                                           | 10.07.1987   |                                                                               |
| 1944 | Das Haus der Lady Alquist                                       |                                                                                       | Gaslight                                        | Vereinigte Staaten                                               | George Cukor                                           | 31.03.1961   |                                                                               |
| 1944 | Kleines Mädchen, großes Herz                                    |                                                                                       | National Velvet                                 | Vereinigte Staaten                                               | Clarence Brown                                         | 24.12.1989   |                                                                               |
| 1944 | Die Kralle                                                      | Die scharlachrote Kralle                                                              | The Scarlet Claw                                | Vereinigte Staaten                                               | Roy William Neill                                      | 22.05.1969   |                                                                               |
| 1944 | Laurel und Hardy: Die Leibköche seiner Majestät                 | Die Leibköche seiner Majestät                                                         | Nothing but Trouble                             | Vereinigte Staaten                                               | Sam Taylor                                             | 19.10.1988   |                                                                               |
| 1944 | Ministerium der Angst                                           |                                                                                       | Ministry of Fear                                | Vereinigte Staaten                                               | Fritz Lang                                             | 10.02.1961   |                                                                               |
| 1944 | Die Perle der Borgia                                            | Perle des Todes                                                                       | The Pearl of Death                              | Vereinigte Staaten                                               | Roy William Neill                                      | 17.07.1969   |                                                                               |
| 1944 | Das siebte Kreuz                                                |                                                                                       | The Seventh Cross                               | Vereinigte Staaten                                               | Fred Zinnemann                                         | 14.09.1986   |                                                                               |
| 1944 | Zu Hause in Indiana                                             | Solo im Sulky                                                                         | Home in Indiana                                 | Vereinigte Staaten                                               | Henry Hathaway                                         | 02.06.1990   |                                                                               |
| 1945 | Die Frau in Grün                                                | Die weiße Blume des Vergessens                                                        | The Woman in Green                              | Vereinigte Staaten                                               | Roy William Neill                                      | 07.05.1969   |                                                                               |
| 1945 | Gefährliche Mission                                             |                                                                                       | Pursuit to Algiers                              | Vereinigte Staaten                                               | Roy William Neill                                      | 06.06.1969   |                                                                               |
| 1945 | Konflikt                                                        |                                                                                       | Conflict                                        | Vereinigte Staaten                                               | Curtis Bernhardt                                       | 18.04.1964   |                                                                               |
| 1945 | Mord in der Hochzeitsnacht                                      |                                                                                       | Fallen Angel                                    | Vereinigte Staaten                                               | Otto Preminger                                         | 18.04.1990   |                                                                               |
| 1945 | Das Haus des Schreckens                                         |                                                                                       | The House of Fear                               | Vereinigte Staaten                                               | Roy William Neill                                      | 17.04.1969   |                                                                               |
| 1945 | Ich kämpfe um dich                                              |                                                                                       | Spellbound                                      | Vereinigte Staaten                                               | Alfred Hitchcock                                       | 21.02.1981   |                                                                               |
| 1945 | Thunderhead, der vierbeinige Teufel                             |                                                                                       | Thunderhead, Son of Flicka                      | Vereinigte Staaten                                               | Louis King                                             | 25.02.1990   |                                                                               |
| 1945 | Unter schwarzer Flagge                                          |                                                                                       | Captain Kidd                                    | Vereinigte Staaten                                               | Rowland V. Lee                                         | 31.03.1982   |                                                                               |
| 1945 | Die Wendeltreppe                                                |                                                                                       | The Spiral Staircase                            | Vereinigte Staaten                                               | Robert Siodmak                                         | 21.04.1979   |                                                                               |
| 1946 | Berüchtigt                                                      |                                                                                       | Notorious                                       | Vereinigte Staaten                                               | Alfred Hitchcock                                       | 23.02.1980   |                                                                               |
| 1946 | Blau ist der Himmel                                             |                                                                                       | Blue Skies                                      | Vereinigte Staaten                                               | Stuart Heisler                                         | 26.05.1984   |                                                                               |
| 1946 | Faustrecht der Prärie                                           |                                                                                       | My Darling Clementine                           | Vereinigte Staaten                                               | John Ford                                              | 18.07.1990   |                                                                               |
| 1946 | Jagd auf Spieldosen                                             | Todbringende Spieldosen                                                               | Dressed to Kill                                 | Vereinigte Staaten                                               | Roy William Neill                                      | 01.08.1969   |                                                                               |
| 1946 | Juwelenraub                                                     | Sarg mit doppeltem Boden                                                              | Terror by Night                                 | Vereinigte Staaten                                               | Roy William Neill                                      | 03.07.1969   |                                                                               |
| 1946 | Rächer der Unterwelt                                            | Die Killer                                                                            | The Killers                                     | Vereinigte Staaten                                               | Robert Siodmak                                         | 05.11.1979   |                                                                               |
| 1946 | Seinetwegen                                                     | Ich sing’ mich in dein Herz hinein                                                    | Because of Him                                  | Vereinigte Staaten                                               | Richard Wallace                                        | 18.02.1984   |                                                                               |
| 1946 | Tote schlafen fest                                              |                                                                                       | The Big Sleep                                   | Vereinigte Staaten                                               | Howard Hawks                                           | 09.06.1979   |                                                                               |
| 1946 | Die Wildnis ruft                                                |                                                                                       | The Yearling                                    | Vereinigte Staaten                                               | Clarence Brown                                         | 01.01.1985   |                                                                               |
| 1946 | Die wunderbare Puppe                                            |                                                                                       | Magnificent Doll                                | Vereinigte Staaten                                               | Frank Borzage                                          | 29.06.1988   |                                                                               |
| 1947 | Eine andere Liebe                                               |                                                                                       | The Other Love                                  | Vereinigte Staaten                                               | André De Toth                                          | 18.02.1986   |                                                                               |
| 1947 | Endlos ist die Prärie                                           |                                                                                       | The Sea of Grass                                | Vereinigte Staaten                                               | Elia Kazan                                             | 08.11.1986   |                                                                               |
| 1947 | Der Fall Paradin                                                |                                                                                       | The Paradine Case                               | Vereinigte Staaten                                               | Alfred Hitchcock                                       | 28.03.1981   |                                                                               |
| 1947 | Jagd nach Millionen                                             |                                                                                       | Body and Soul                                   | Vereinigte Staaten                                               | Robert Rossen                                          | 23.03.1984   |                                                                               |
| 1947 | Monsieur Verdoux – Der Frauenmörder von Paris                   | Monsieur Verdoux                                                                      | Monsieur Verdoux                                | Vereinigte Staaten                                               | Charlie Chaplin                                        | 06.10.1980   |                                                                               |
| 1947 | Mexikanische Romanze                                            | Die Perle                                                                             | La perla/The Pearl                              | Mexiko Vereinigte Staaten                                        | Emilio Fernández                                       | 26.06.1964   |                                                                               |
| 1947 | Die Privataffären des Bel Ami                                   |                                                                                       | The Private Affairs of Bel Ami                  | Vereinigte Staaten                                               | Albert Lewin                                           | 20.11.1986   |                                                                               |
| 1947 | Sindbad der Seefahrer                                           |                                                                                       | Sinbad the Sailor                               | Vereinigte Staaten                                               | Richard Wallace                                        | 01.01.1989   |                                                                               |
| 1948 | Alle meine Söhne                                                |                                                                                       | All My Sons                                     | Vereinigte Staaten                                               | Irving Reis                                            | 08.04.1980   |                                                                               |
| 1948 | Belvedere, das verkannte Genie                                  |                                                                                       | Sitting Pretty                                  | Vereinigte Staaten                                               | Walter Lang                                            | 12.12.1960   |                                                                               |
| 1948 | Dieser verrückte Mr. Johns!                                     |                                                                                       | The Fuller Brush Man                            | Vereinigte Staaten                                               | S. Sylvan Simon                                        | 17.05.1969   |                                                                               |
| 1948 | Die drei Musketiere                                             |                                                                                       | The Three Musketeers                            | Vereinigte Staaten                                               | George Sidney                                          | 25.01.1987   |                                                                               |
| 1948 | Du lebst noch 105 Minuten                                       |                                                                                       | Sorry, Wrong Number                             | Vereinigte Staaten                                               | Anatole Litvak                                         | 08.12.1979   |                                                                               |
| 1948 | Kennwort 777                                                    |                                                                                       | Call Northside 777                              | Vereinigte Staaten                                               | Henry Hathaway                                         | 26.12.1984   |                                                                               |
| 1948 | Lassies Heimat                                                  |                                                                                       | Hills of Home                                   | Vereinigte Staaten                                               | Fred M. Wilcox                                         | 26.12.1984   |                                                                               |
| 1948 | Der Pirat                                                       |                                                                                       | The Pirate                                      | Vereinigte Staaten                                               | Vincente Minnelli                                      | 17.10.1986   |                                                                               |
| 1948 | Der Schatz der Sierra Madre                                     |                                                                                       | The Treasure of the Sierra Madre                | Vereinigte Staaten                                               | John Huston                                            | 03.01.1964   |                                                                               |
| 1948 | Spiel mit dem Tode                                              | Spiel mit dem Tode (The Big Clock)                                                    | The Big Clock                                   | Vereinigte Staaten                                               | John Farrow                                            | 21.09.1989   |                                                                               |
| 1949 | Die schwarzen Teufel von Bagdad                                 | Die Prinzessin der Wüste/Die Prinzessin in der Wüste                                  | Bagdad                                          | Vereinigte Staaten                                               | Charles Lamont                                         | 05.01.1990   |                                                                               |
| 1949 | Ehekrieg                                                        |                                                                                       | Adam’s Rib                                      | Vereinigte Staaten                                               | George Cukor                                           | 20.11.1985   |                                                                               |
| 1949 | Gabilan, mein bester Freund                                     |                                                                                       | The Red Pony                                    | Vereinigte Staaten                                               | Lewis Milestone                                        | 24.07.1987   |                                                                               |
| 1949 | Das Schicksal der Irene Forsyte                                 |                                                                                       | That Forsyte Woman                              | Vereinigte Staaten                                               | Compton Bennett                                        | 06.10.1985   |                                                                               |
| 1949 | Tänzer vom Broadway                                             |                                                                                       | The Barkleys of Broadway                        | Vereinigte Staaten                                               | Charles Walters                                        | 02.08.1985   |                                                                               |
| 1949 | Vor verschlossenen Türen                                        |                                                                                       | Knock on Any Door                               | Vereinigte Staaten                                               | Nicholas Ray                                           | 10.07.1971   |                                                                               |
| 1949 | Zwischen Frauen und Seilen                                      |                                                                                       | Champion                                        | Vereinigte Staaten                                               | Mark Robson                                            | 04.04.1970   |                                                                               |
| 1950 | Asphalt-Dschungel                                               |                                                                                       | The Asphalt Jungle                              | Vereinigte Staaten                                               | John Huston                                            | 12.07.1986   |                                                                               |
| 1950 | Boulevard der Dämmerung                                         |                                                                                       | Sunset Boulevard                                | Vereinigte Staaten                                               | Billy Wilder                                           | 26.08.1990   |                                                                               |
| 1950 | Der Fischer von Louisiana                                       |                                                                                       | The Toast of New Orleans                        | Vereinigte Staaten                                               | Norman Taurog                                          | 21.11.1969   |                                                                               |
| 1950 | Gnadenlos gehetzt                                               |                                                                                       | The Lawless                                     | Vereinigte Staaten                                               | Joseph Losey                                           | 18.01.1986   |                                                                               |
| 1950 | König Salomons Diamanten                                        |                                                                                       | King Solomon’s Mines                            | Vereinigte Staaten                                               | Compton Bennett, Andrew Marton                         | 28.04.1973   |                                                                               |
| 1950 | Der Rebell                                                      |                                                                                       | The Flame and the Arrow                         | Vereinigte Staaten                                               | Jacques Tourneur                                       | 26.12.1979   |                                                                               |
| 1950 | Robin Hoods Vergeltung                                          | Die Rache von Sherwood Forest                                                         | Rogues of Sherwood Forest                       | Vereinigte Staaten                                               | Gordon Douglas                                         | 27.12.1974   |                                                                               |
| 1950 | Die rote Lola                                                   |                                                                                       | Stage Fright                                    | Vereinigte Staaten Vereinigtes Königreich                        | Alfred Hitchcock                                       | 18.12.1981   |                                                                               |
| 1950 | Unser Admiral ist eine Lady                                     |                                                                                       | The Admiral Was a Lady                          | Vereinigte Staaten                                               | Albert S. Rogell                                       | 30.06.1987   |                                                                               |
| 1950 | Winchester ’73                                                  |                                                                                       | Winchester ’73                                  | Vereinigte Staaten                                               | Anthony Mann                                           | 10.01.1981   |                                                                               |
| 1951 | African Queen                                                   |                                                                                       | The African Queen                               | Vereinigte Staaten                                               | John Huston                                            | 03.02.1988   |                                                                               |
| 1951 | Alice im Wunderland                                             |                                                                                       | Alice in Wonderland                             | Vereinigte Staaten                                               | Clyde Geronimi                                         | 26.12.1989   |                                                                               |
| 1951 | Ein Amerikaner in Paris                                         |                                                                                       | An American in Paris                            | Vereinigte Staaten                                               | Vincente Minnelli                                      | 23.03.1985   |                                                                               |
| 1951 | Colorado                                                        |                                                                                       | Across the Wide Missouri                        | Vereinigte Staaten                                               | William A. Wellman                                     | 10.09.1985   |                                                                               |
| 1951 | Die Diebe von Marschan                                          |                                                                                       | The Prince Who Was a Thief                      | Vereinigte Staaten                                               | Rudolph Maté                                           | 01.01.1987   |                                                                               |
| 1951 | Frauen und Toreros                                              |                                                                                       | The Brave Bulls                                 | Vereinigte Staaten                                               | Robert Rossen                                          | 04.01.1969   |                                                                               |
| 1951 | Der Fremde im Zug                                               | Verschwörung im Nordexpress                                                           | Strangers on a Train                            | Vereinigte Staaten                                               | Alfred Hitchcock                                       | 03.10.1981   |                                                                               |
| 1951 | Hinter den Mauern des Grauens                                   | Die merkwürdige Tür                                                                   | The Strange Door                                | Vereinigte Staaten                                               | Joseph Pevney                                          | 11.04.1981   |                                                                               |
| 1951 | Karawane der Frauen                                             |                                                                                       | Westward the Women                              | Vereinigte Staaten                                               | William A. Wellman                                     | 14.02.1987   |                                                                               |
| 1951 | Mississippi-Melodie                                             | Mississippi-Melodien                                                                  | Show Boat                                       | Vereinigte Staaten                                               | George Sidney                                          | 16.05.1986   |                                                                               |
| 1951 | Quo vadis?                                                      |                                                                                       | Quo Vadis                                       | Vereinigte Staaten                                               | Mervyn LeRoy                                           | 02.05.1986   |                                                                               |
| 1951 | Ein Platz an der Sonne                                          |                                                                                       | A Place in the Sun                              | Vereinigte Staaten                                               | George Stevens                                         | 06.08.1978   |                                                                               |
| 1951 | Reporter des Satans                                             |                                                                                       | Ace in the Hole                                 | Vereinigte Staaten                                               | Billy Wilder                                           | 17.09.1977   |                                                                               |
| 1951 | Tal der Rache                                                   |                                                                                       | Vengeance Valley                                | Vereinigte Staaten                                               | Richard Thorpe                                         | 27.10.1984   |                                                                               |
| 1951 | Der Tod eines Handlungsreisenden                                |                                                                                       | Death of a Salesman                             | Vereinigte Staaten                                               | László Benedek                                         | 18.08.1969   |                                                                               |
| 1952 | Androkles und der Löwe                                          |                                                                                       | Androcles and the Lion                          | Vereinigte Staaten                                               | Chester Erskine                                        | 24.09.1976   |                                                                               |
| 1952 | Carrie                                                          |                                                                                       | Carrie                                          | Vereinigte Staaten                                               | William Wyler                                          | 05.03.1978   |                                                                               |
| 1952 | Du sollst mein Glücksstern sein                                 |                                                                                       | Singin’ in the Rain                             | Vereinigte Staaten                                               | Stanley Donen, Gene Kelly                              | 02.03.1985   |                                                                               |
| 1952 | Gefährten des Grauens                                           | Im wilden Norden                                                                      | The Wild North                                  | Vereinigte Staaten                                               | Andrew Marton                                          | 08.02.1986   |                                                                               |
| 1952 | Ivanhoe – Der schwarze Ritter                                   |                                                                                       | Ivanhoe                                         | Vereinigtes Königreich Vereinigte Staaten                        | Richard Thorpe                                         | 08.01.1986   |                                                                               |
| 1952 | Rampenlicht                                                     |                                                                                       | Limelight                                       | Vereinigte Staaten                                               | Charlie Chaplin                                        | 11.05.1980   |                                                                               |
| 1952 | Robin Hood und seine tollkühnen Gesellen                        | Robin Hood – Rebell des Königs                                                        | The Story of Robin Hood and His Merrie Men      | Vereinigte Staaten                                               | Ken Annakin                                            | 15.10.1989   |                                                                               |
| 1952 | Der rote Korsar                                                 |                                                                                       | The Crimson Pirate                              | Vereinigte Staaten                                               | Robert Siodmak                                         | 05.06.1981   |                                                                               |
| 1952 | Scaramouche, der galante Marquis                                | Scaramouche – Der Mann mit der Maske                                                  | Scaramouche                                     | Vereinigte Staaten                                               | George Sidney                                          | 01.03.1986   |                                                                               |
| 1952 | Schiff ohne Heimat                                              |                                                                                       | Plymouth Adventure                              | Vereinigte Staaten                                               | Clarence Brown                                         | 27.11.1985   |                                                                               |
| 1952 | Schnee am Kilimandscharo                                        |                                                                                       | The Snows of Kilimanjaro                        | Vereinigte Staaten                                               | Henry King                                             | 27.11.1985   |                                                                               |
| 1952 | Die Söhne der drei Musketiere                                   |                                                                                       | At Sword’s Point                                | Vereinigte Staaten                                               | Lewis Allen                                            | 26.08.1972   |                                                                               |
| 1952 | Zwölf Uhr mittags                                               |                                                                                       | High Noon                                       | Vereinigte Staaten                                               | Fred Zinnemann                                         | 26.11.1965   |                                                                               |
| 1953 | Blondinen bevorzugt                                             |                                                                                       | Gentlemen Prefer Blondes                        | Vereinigte Staaten                                               | Howard Hawks                                           | 25.04.1990   |                                                                               |
| 1953 | Gardenia – Eine Frau will vergessen                             |                                                                                       | The Blue Gardenia                               | Vereinigte Staaten                                               | Fritz Lang                                             | 03.04.1986   |                                                                               |
| 1953 | Das goldene Schwert                                             |                                                                                       | The Golden Blade                                | Vereinigte Staaten                                               | Nathan Juran                                           | 26.12.1985   |                                                                               |
| 1953 | Heiratet Marjorie?                                              | Im Silbermondlicht                                                                    | By the Light of the Silvery Moon                | Vereinigte Staaten                                               | David Butler                                           | 12.04.1990   |                                                                               |
| 1953 | Ich beichte                                                     |                                                                                       | I Confess                                       | Vereinigte Staaten                                               | Alfred Hitchcock                                       | 22.08.1981   |                                                                               |
| 1953 | Julius Caesar                                                   |                                                                                       | Julius Caesar                                   | Vereinigte Staaten                                               | Joseph L. Mankiewicz                                   | 14.08.1985   |                                                                               |
| 1953 | Küß mich, Kätchen!                                              |                                                                                       | Kiss Me Kate                                    | Vereinigte Staaten                                               | George Sidney                                          | 30.08.1985   |                                                                               |
| 1953 | Lili                                                            |                                                                                       | Lili                                            | Vereinigte Staaten                                               | Charles Walters                                        | 24.12.1985   |                                                                               |
| 1953 | Mogambo                                                         |                                                                                       | Mogambo                                         | Vereinigte Staaten                                               | John Ford                                              | 17.08.1984   |                                                                               |
| 1953 | Mörder ohne Maske                                               |                                                                                       | Second Chance                                   | Vereinigte Staaten                                               | Rudolph Maté                                           | 01.07.1988   |                                                                               |
| 1953 | Nackte Gewalt                                                   | Blanke Sporen                                                                         | The Naked Spur                                  | Vereinigte Staaten                                               | Anthony Mann                                           | 14.06.1986   |                                                                               |
| 1953 | Die Ritter der Tafelrunde                                       |                                                                                       | Knights of the Round Table                      | Vereinigte Staaten Vereinigtes Königreich                        | Richard Thorpe                                         | 21.02.1986   |                                                                               |
| 1953 | Verwegene Gegner                                                |                                                                                       | Ride, Vaquero!                                  | Vereinigte Staaten                                               | John Farrow                                            | 05.07.1985   |                                                                               |
| 1953 | Vorhang auf!                                                    | Vorhang auf                                                                           | The Band Wagon                                  | Vereinigte Staaten                                               | Vincente Minnelli                                      | 03.11.1985   |                                                                               |
| 1953 | Wie angelt man sich einen Millionär?                            |                                                                                       | How to Marry a Millionaire                      | Vereinigte Staaten                                               | Jean Negulesco                                         | 30.05.1990   |                                                                               |
| 1954 | 20.000 Meilen unter dem Meer                                    |                                                                                       | 20,000 Leagues Under the Sea                    | Vereinigte Staaten                                               | Richard Fleischer                                      | 25.04.1969   |                                                                               |
| 1954 | Angela, die Teufelin                                            |                                                                                       | Angela                                          | Italien Vereinigte Staaten                                       | Dennis O’Keefe                                         | 24.06.1972   |                                                                               |
| 1954 | Beau Brummell                                                   | Beau Brummell – Rebell und Verführer                                                  | Beau Brummell                                   | Vereinigte Staaten Vereinigtes Königreich                        | Curtis Bernhardt                                       | 29.01.1986   |                                                                               |
| 1954 | Bei Anruf Mord                                                  |                                                                                       | Dial M for Murder                               | Vereinigte Staaten                                               | Alfred Hitchcock                                       | 17.10.1981   |                                                                               |
| 1954 | Eine Braut für sieben Brüder                                    |                                                                                       | Seven Brides for Seven Brothers                 | Vereinigte Staaten                                               | Stanley Donen                                          | 30.10.1986   |                                                                               |
| 1954 | Désirée                                                         |                                                                                       | Désirée                                         | Vereinigte Staaten                                               | Henry Koster                                           | 14.11.1982   |                                                                               |
| 1954 | Der eiserne Ritter von Falworth                                 |                                                                                       | The Black Shield of Falworth                    | Vereinigte Staaten                                               | Rudolph Maté                                           | 10.05.1989   |                                                                               |
| 1954 | Das Fenster zum Hof                                             |                                                                                       | Rear Window                                     | Vereinigte Staaten                                               | Alfred Hitchcock                                       | 02.11.1988   |                                                                               |
| 1954 | Fluß ohne Wiederkehr                                            |                                                                                       | River of No Return                              | Vereinigte Staaten                                               | Otto Preminger                                         | 02.05.1990   |                                                                               |
| 1954 | Drei Münzen im Brunnen                                          |                                                                                       | Three Coins in the Fountain                     | Vereinigte Staaten                                               | Jean Negulesco                                         | 08.07.1990   |                                                                               |
| 1954 | Das Salz der Erde                                               |                                                                                       | Salt of the Earth                               | Vereinigte Staaten                                               | Herbert Biberman                                       | 04.03.1955   |                                                                               |
| 1954 | Der Schatz der Korsaren                                         |                                                                                       | Long John Silver                                | Australien Vereinigte Staaten                                    | Byron Haskin                                           | 13.07.1986   |                                                                               |
| 1954 | Sein größter Bluff                                              |                                                                                       | The Million Pound Note                          | Vereinigtes Königreich Vereinigte Staaten                        | Ronald Neame                                           | 10.05.1957   |                                                                               |
| 1954 | Treue                                                           |                                                                                       | Gypsy Colt                                      | Vereinigte Staaten                                               | Andrew Marton                                          | 26.10.1985   |                                                                               |
| 1955 | An einem Tag wie jeder andere                                   |                                                                                       | The Desperate Hours                             | Vereinigte Staaten                                               | William Wyler                                          | 01.01.1978   |                                                                               |
| 1955 | … denn sie wissen nicht, was sie tun                            |                                                                                       | Rebel Without a Cause                           | Vereinigte Staaten                                               | Nicholas Ray                                           | 05.03.1988   |                                                                               |
| 1955 | Des Königs Dieb                                                 |                                                                                       | The King’s Thief                                | Vereinigte Staaten                                               | Robert Z. Leonard                                      | 06.07.1988   |                                                                               |
| 1955 | Der gläserne Pantoffel                                          |                                                                                       | The Glass Slipper                               | Vereinigte Staaten                                               | Charles Walters                                        | 14.05.1978   |                                                                               |
| 1955 | Der Hofnarr                                                     |                                                                                       | The Court Jester                                | Vereinigte Staaten                                               | Melvin Frank                                           | 14.05.1978   |                                                                               |
| 1955 | Immer Ärger mit Harry                                           |                                                                                       | The Trouble With Harry                          | Vereinigte Staaten                                               | Alfred Hitchcock                                       | 19.08.1989   |                                                                               |
| 1955 | Land der Pharaonen                                              |                                                                                       | Land of the Pharaohs                            | Vereinigte Staaten                                               | Howard Hawks                                           | 01.04.1988   |                                                                               |
| 1955 | Der Mann mit dem goldenen Arm                                   |                                                                                       | The Man With the Golden Arm                     | Vereinigte Staaten                                               | Otto Preminger                                         | 09.12.1966   |                                                                               |
| 1955 | Marty                                                           |                                                                                       | Marty                                           | Vereinigte Staaten                                               | Delbert Mann                                           | 11.10.1957   |                                                                               |
| 1955 | Mit stahlharter Faust                                           |                                                                                       | Man Without a Star                              | Vereinigte Staaten                                               | King Vidor                                             | 03.09.1986   |                                                                               |
| 1955 | Nachtfracht                                                     |                                                                                       | Night Freight                                   | Vereinigte Staaten                                               | Jean Yarbrough                                         | 03.07.1986   |                                                                               |
| 1955 | Die Saat der Gewalt                                             |                                                                                       | Blackboard Jungle                               | Vereinigte Staaten                                               | Richard Brooks                                         | 26.07.1986   |                                                                               |
| 1955 | Stadt in Angst                                                  | Eine Stadt in Angst                                                                   | Bad Day at Black Rock                           | Vereinigte Staaten                                               | John Sturges                                           | 05.07.1986   |                                                                               |
| 1955 | Traum meines Lebens                                             |                                                                                       | Summertime                                      | Vereinigtes Königreich Vereinigte Staaten                        | David Lean                                             | 13.06.1987   |                                                                               |
| 1955 | … und nicht als ein Fremder                                     |                                                                                       | Not as a Stranger                               | Vereinigte Staaten                                               | Stanley Kramer                                         | 22.11.1957   |                                                                               |
| 1955 | Das verflixte 7. Jahr                                           |                                                                                       | The Seven Year Itch                             | Vereinigte Staaten                                               | Billy Wilder                                           | 02.01.1983   |                                                                               |
| 1956 | Die Benny Goodman Story                                         | Die Benny-Goodman-Story                                                               | The Benny Goodman Story                         | Vereinigte Staaten                                               | Valentine Davies                                       | 21.05.1977   |                                                                               |
| 1956 | Der Berg der Versuchung                                         |                                                                                       | The Mountain                                    | Vereinigte Staaten                                               | Edward Dmytryk                                         | 21.09.1990   |                                                                               |
| 1956 | Bus Stop                                                        |                                                                                       | Bus Stop                                        | Vereinigte Staaten                                               | Joshua Logan                                           | 25.12.1979   |                                                                               |
| 1956 | Die erste Kugel trifft                                          |                                                                                       | The Fastest Gun Alive                           | Vereinigte Staaten                                               | Russell Rouse                                          | 27.07.1985   |                                                                               |
| 1956 | Der falsche Mann                                                |                                                                                       | The Wrong Man                                   | Vereinigte Staaten                                               | Alfred Hitchcock                                       | 19.09.1981   |                                                                               |
| 1956 | In 80 Tagen um die Welt                                         |                                                                                       | Around the World in Eighty Days                 | Vereinigte Staaten                                               | Michael Anderson                                       | 22.07.1966   |                                                                               |
| 1956 | Die letzte Jagd                                                 |                                                                                       | The Last Hunt                                   | Vereinigte Staaten                                               | Richard Brooks                                         | 09.02.1985   |                                                                               |
| 1956 | Lockende Versuchung                                             |                                                                                       | Friendly Persuasion                             | Vereinigte Staaten                                               | William Wyler                                          | 05.04.1986   |                                                                               |
| 1956 | Mein Wille ist Gesetz                                           |                                                                                       | Tribute to a Bad Man                            | Vereinigte Staaten                                               | Robert Wise                                            | 11.04.1986   |                                                                               |
| 1956 | Die oberen Zehntausend                                          |                                                                                       | High Society                                    | Vereinigte Staaten                                               | Charles Walters                                        | 27.03.1986   |                                                                               |
| 1956 | Der Regenmacher                                                 |                                                                                       | The Rainmaker                                   | Vereinigte Staaten                                               | Joseph Anthony                                         | 09.04.1977   |                                                                               |
| 1956 | Schmutziger Lorbeer                                             |                                                                                       | The Harder They Fall                            | Vereinigte Staaten                                               | Mark Robson                                            | 20.10.1973   |                                                                               |
| 1956 | Trapez                                                          |                                                                                       | Trapeze                                         | Vereinigte Staaten                                               | Carol Reed                                             | 24.06.1960   |                                                                               |
| 1956 | Vincent van Gogh – Ein Leben in Leidenschaft                    |                                                                                       | Lust for Life                                   | Vereinigte Staaten                                               | Vincente Minnelli                                      | 07.12.1962   |                                                                               |
| 1957 | Die Girls                                                       | Les Girls                                                                             | Les Girls                                       | Vereinigte Staaten                                               | George Cukor                                           | 08.02.1986   |                                                                               |
| 1957 | Ein Herzschlag bis zur Ewigkeit                                 |                                                                                       | Jeanne Eagles                                   | Vereinigte Staaten                                               | George Sidney                                          | 10.01.1970   |                                                                               |
| 1957 | Kintopps Lachkabinett                                           | Lachparade                                                                            | The Golden Age of Comedy                        | Vereinigte Staaten                                               | Robert Youngson                                        | 12.06.1964   |                                                                               |
| 1957 | Das Land des Regenbaums                                         |                                                                                       | Raintree County                                 | Vereinigte Staaten                                               | Edward Dmytryk                                         | 15.01.1986   |                                                                               |
| 1957 | Ein Mann besiegt die Angst                                      |                                                                                       | Edge of the City                                | Vereinigte Staaten                                               | Martin Ritt                                            | 19.04.1986   |                                                                               |
| 1957 | Mister Cory                                                     |                                                                                       | Mister Cory                                     | Vereinigte Staaten                                               | Blake Edwards                                          | 05.04.1989   |                                                                               |
| 1957 | Der Prinz und die Tänzerin                                      |                                                                                       | The Prince and the Showgirl                     | Vereinigtes Königreich Vereinigte Staaten                        | Laurence Olivier                                       | 19.12.1981   |                                                                               |
| 1957 | Der Schrei                                                      |                                                                                       | Il grido                                        | Italien Vereinigte Staaten                                       | Michelangelo Antonioni                                 | 06.09.1981   |                                                                               |
| 1957 | Sein Freund Jello                                               |                                                                                       | Old Yeller                                      | Vereinigte Staaten                                               | Robert Stevenson                                       | 24.02.1990   |                                                                               |
| 1957 | Wild ist der Wind                                               |                                                                                       | Wild Is the Wind                                | Vereinigte Staaten                                               | George Cukor                                           | 30.12.1976   |                                                                               |
| 1957 | Zeugin der Anklage                                              |                                                                                       | Witness for the Prosecution                     | Vereinigte Staaten                                               | Billy Wilder                                           | 21.08.1964   |                                                                               |
| 1957 | Die zwölf Geschworenen                                          | Die 12 Geschworenen                                                                   | 12 Angry Men                                    | Vereinigte Staaten                                               | Sidney Lumet                                           | 05.11.1975   |                                                                               |
| 1958 | Der alte Mann und das Meer                                      |                                                                                       | The Old Man and the Sea                         | Vereinigte Staaten                                               | John Sturges                                           | 22.10.1965   |                                                                               |
| 1958 | Die Brüder Karamasow                                            |                                                                                       | The Brothers Karamazov                          | Vereinigte Staaten                                               | Richard Brooks                                         | 30.11.1985   |                                                                               |
| 1958 | Flucht in Ketten                                                |                                                                                       | The Defiant Ones                                | Vereinigte Staaten                                               | Stanley Kramer                                         | 12.05.1972   |                                                                               |
| 1958 | Gigi                                                            |                                                                                       | Gigi                                            | Vereinigte Staaten                                               | Vincente Minnelli                                      | 24.12.1984   |                                                                               |
| 1958 | Hausboot                                                        |                                                                                       | Houseboat                                       | Vereinigte Staaten                                               | Melville Shavelson                                     | 23.12.1989   |                                                                               |
| 1958 | In Colorado ist der Teufel los                                  |                                                                                       | The Sheepman                                    | Vereinigte Staaten                                               | George Marshall                                        | 16.01.1985   |                                                                               |
| 1958 | Indiskret                                                       |                                                                                       | Indiscreet                                      | Vereinigte Staaten                                               | Stanley Donen                                          | 05.08.1987   |                                                                               |
| 1958 | Die Katze auf dem heißen Blechdach                              |                                                                                       | Cat on a Hot Tin Roof                           | Vereinigte Staaten                                               | Richard Brooks                                         | 01.01.1986   |                                                                               |
| 1958 | König der Spaßmacher                                            |                                                                                       | Merry Andrew                                    | Vereinigte Staaten                                               | Michael Kidd                                           | 27.09.1985   |                                                                               |
| 1958 | Der Schatz des Gehenkten                                        |                                                                                       | The Law and Jake Wade                           | Vereinigte Staaten                                               | John Sturges                                           | 01.02.1986   |                                                                               |
| 1958 | Serenade einer großen Liebe                                     | Die Sänger von Capri                                                                  | For the First Time                              | Vereinigte Staaten BR Deutschland Italien                        | Rudolph Maté                                           | 26.06.1964   |                                                                               |
| 1958 | Sindbads siebente Reise                                         |                                                                                       | The 7th Voyage of Sinbad                        | Vereinigte Staaten                                               | Nathan Juran                                           | 11.05.1979   |                                                                               |
| 1958 | St. Louis Blues                                                 |                                                                                       | St. Louis Blues                                 | Vereinigte Staaten                                               | Allen Reisner                                          | 18.07.1977   |                                                                               |
| 1958 | Verdammt sind sie alle                                          |                                                                                       | Some Came Running                               | Vereinigte Staaten                                               | Vincente Minnelli                                      | 30.01.1985   |                                                                               |
| 1958 | Vertigo – Aus dem Reich der Toten                               |                                                                                       | Vertigo                                         | Vereinigte Staaten                                               | Alfred Hitchcock                                       | 30.12.1989   |                                                                               |
| 1959 | Bettgeflüster                                                   |                                                                                       | Pillow Talk                                     | Vereinigte Staaten                                               | Michael Gordon                                         | 23.12.1972   |                                                                               |
| 1959 | Die den Tod nicht fürchten                                      |                                                                                       | The Wreck of the Mary Deare                     | Vereinigtes Königreich Vereinigte Staaten                        | Michael Anderson                                       | 21.12.1985   |                                                                               |
| 1959 | Dornröschen                                                     |                                                                                       | Sleeping Beauty                                 | Vereinigte Staaten                                               | Clyde Geronimi                                         | 10.10.1969   |                                                                               |
| 1959 | Kuba heute                                                      |                                                                                       | The Truth About Fidel Castro Revolution         | Vereinigte Staaten Kuba                                          | Errol Flynn                                            | 11.11.1960   |                                                                               |
| 1959 | Der letzte Zug von Gun Hill                                     |                                                                                       | Last Train from Gun Hill                        | Vereinigte Staaten                                               | John Sturges                                           | 21.09.1974   |                                                                               |
| 1959 | Manche mögen’s heiß                                             | Manche mögens heiß                                                                    | Some Like It Hot                                | Vereinigte Staaten                                               | Billy Wilder                                           | 12.04.1968   |                                                                               |
| 1959 | Menschen ohne Nerven                                            |                                                                                       | The Flying Fontaines                            | Vereinigte Staaten                                               | George Sherman                                         | 31.03.1973   |                                                                               |
| 1959 | Mitten in der Nacht                                             |                                                                                       | Middle of the Night                             | Vereinigte Staaten                                               | Delbert Mann                                           | 10.10.1970   |                                                                               |
| 1959 | Porgy und Bess                                                  |                                                                                       | Porgy and Bess                                  | Vereinigte Staaten                                               | Otto Preminger                                         | 08.10.1965   |                                                                               |
| 1959 | Die Reise zum Mittelpunkt der Erde                              |                                                                                       | Journey to the Center of the Earth              | Vereinigte Staaten                                               | Henry Levin                                            | 20.01.1967   |                                                                               |
| 1959 | Der unsichtbare Dritte                                          |                                                                                       | North by Northwest                              | Vereinigte Staaten                                               | Alfred Hitchcock                                       | 21.09.1985   |                                                                               |
| 1959 | Wenig Chancen für morgen                                        |                                                                                       | Odds Against Tomorrow                           | Vereinigte Staaten                                               | Robert Wise                                            | 04.12.1976   |                                                                               |
| 1960 | Abenteuer am Mississippi                                        |                                                                                       | The Adventures of Huckleberry Finn              | Vereinigte Staaten                                               | Michael Curtiz                                         | 28.12.1986   |                                                                               |
| 1960 | Als Lachen Trumpf war                                           |                                                                                       | When Comedy Was King                            | Vereinigte Staaten                                               | Robert Youngson                                        | 11.01.1963   |                                                                               |
| 1960 | Das Appartement                                                 |                                                                                       | The Apartment                                   | Vereinigte Staaten                                               | Billy Wilder                                           | 06.09.1963   |                                                                               |
| 1960 | Can-Can                                                         |                                                                                       | Can-Can                                         | Vereinigte Staaten                                               | Walter Lang                                            | 01.08.1969   |                                                                               |
| 1960 | Das Geheimnis der Dame in Schwarz                               |                                                                                       | Portrait in Black                               | Vereinigte Staaten                                               | Michael Gordon                                         | 01.10.1983   |                                                                               |
| 1960 | Die glorreichen Sieben                                          |                                                                                       | The Magnificent Seven                           | Vereinigte Staaten                                               | John Sturges                                           | 16.08.1963   |                                                                               |
| 1960 | Herr der drei Welten                                            | Die drei Welten des Gulliver (früher) / Gullivers Reisen (später)                     | The 3 Worlds of Gulliver                        | Vereinigte Staaten                                               | Jack Sher                                              | 25.10.1963   |                                                                               |
| 1960 | Land der tausend Abenteuer                                      |                                                                                       | North to Alaska                                 | Vereinigte Staaten                                               | Henry Hathaway                                         | 29.12.1989   |                                                                               |
| 1960 | Machen wir’s in Liebe                                           |                                                                                       | Let’s Make Love                                 | Vereinigte Staaten                                               | George Cukor                                           | 09.05.1990   |                                                                               |
| 1960 | Der Mann in der Schlangenhaut                                   |                                                                                       | The Fugitive Kind                               | Vereinigte Staaten                                               | Sidney Lumet                                           | 07.04.1972   |                                                                               |
| 1960 | Mitternachtsspitzen                                             |                                                                                       | Midnight Lace                                   | Vereinigte Staaten                                               | David Miller                                           | 04.10.1975   |                                                                               |
| 1960 | Spartacus                                                       |                                                                                       | Spartacus                                       | Vereinigte Staaten                                               | Stanley Kubrick                                        | 18.03.1966   |                                                                               |
| 1960 | Der Spätzünder                                                  |                                                                                       | High Time                                       | Vereinigte Staaten                                               | Blake Edwards                                          | 25.08.1990   |                                                                               |
| 1960 | Telefon Butterfield 8                                           |                                                                                       | Butterfield 8                                   | Vereinigte Staaten                                               | Daniel Mann                                            | 25.12.1985   |                                                                               |
| 1960 | Wer den Wind sät                                                |                                                                                       | Inherit the Wind                                | Vereinigte Staaten                                               | Stanley Kramer                                         | 29.01.1965   |                                                                               |
| 1960 | Wilde Katzen                                                    |                                                                                       | Jungle Cat                                      | Vereinigte Staaten                                               | James Algar                                            | 26.09.1969   |                                                                               |
| 1961 | Chefarzt Dr. Pearson                                            |                                                                                       | The Young Doctors                               | Vereinigte Staaten                                               | Phil Karlson                                           | 20.01.1975   |                                                                               |
| 1961 | El Cid                                                          |                                                                                       | El Cid                                          | Vereinigte Staaten                                               | Anthony Mann                                           | 24.01.1969   |                                                                               |
| 1961 | Fanny                                                           |                                                                                       | Fanny                                           | Vereinigte Staaten                                               | Joshua Logan                                           | 20.08.1965   |                                                                               |
| 1961 | Frühstück bei Tiffany                                           |                                                                                       | Breakfast at Tiffany’s                          | Vereinigte Staaten                                               | Blake Edwards                                          | 17.04.1982   |                                                                               |
| 1961 | Lieben Sie Brahms?                                              |                                                                                       | Goodbye Again                                   | Frankreich Vereinigte Staaten                                    | Anatole Litvak                                         | 24.12.1975   |                                                                               |
| 1961 | Misfits – Nicht gesellschaftsfähig                              | Nicht gesellschaftsfähig                                                              | The Misfits                                     | Vereinigte Staaten                                               | John Huston                                            | 08.06.1983   |                                                                               |
| 1961 | Paris Blues                                                     |                                                                                       | Paris Blues                                     | Vereinigte Staaten                                               | Martin Ritt                                            | 20.11.1970   |                                                                               |
| 1961 | El Perdido                                                      |                                                                                       | The Last Sunset                                 | Vereinigte Staaten                                               | Robert Aldrich                                         | 09.04.1982   |                                                                               |
| 1961 | Ein Pyjama für zwei                                             |                                                                                       | Lover Come Back                                 | Vereinigte Staaten                                               | Delbert Mann                                           | 08.07.1981   |                                                                               |
| 1961 | Urteil von Nürnberg                                             |                                                                                       | Judgment at Nuremberg                           | Vereinigte Staaten                                               | Stanley Kramer                                         | 29.11.1963   |                                                                               |
| 1961 | Die Vermählung ihrer Eltern geben bekannt                       |                                                                                       | The Parent Trap                                 | Vereinigte Staaten                                               | David Swift                                            | 26.12.1989   |                                                                               |
| 1961 | West Side Story                                                 |                                                                                       | West Side Story                                 | Vereinigte Staaten                                               | Robert Wise                                            | 25.05.1973   |                                                                               |
| 1962 | Dinosaurier bevorzugt                                           |                                                                                       | Bachelor Flat                                   | Vereinigte Staaten                                               | Frank Tashlin                                          | 12.01.1990   |                                                                               |
| 1962 | Die Faust im Gesicht                                            |                                                                                       | Requiem for a Heavyweight                       | Vereinigte Staaten                                               | Ralph Nelson                                           | 24.10.1970   |                                                                               |
| 1962 | Hatari!                                                         |                                                                                       | Hatari!                                         | Vereinigte Staaten                                               | Howard Hawks                                           | 15.11.1989   |                                                                               |
| 1962 | Licht im Dunkel                                                 |                                                                                       | The Miracle Worker                              | Vereinigte Staaten                                               | Arthur Penn                                            | 09.10.1964   |                                                                               |
| 1962 | Meuterei auf der Bounty                                         |                                                                                       | Mutiny on the Bounty                            | Vereinigte Staaten                                               | Lewis Milestone                                        | 16.05.1969   |                                                                               |
| 1962 | Ein Rucksack voller Ärger                                       |                                                                                       | 40 Pounds of Trouble                            | Vereinigte Staaten                                               | Norman Jewison                                         | 17.05.1989   |                                                                               |
| 1962 | Sacramento                                                      |                                                                                       | Ride the High Country                           | Vereinigte Staaten                                               | Sam Peckinpah                                          | 12.10.1985   |                                                                               |
| 1962 | Der Sohn von Captain Blood                                      |                                                                                       | Il figlio del capitano Blood                    | Spanien Italien Vereinigte Staaten                               | Tulio Demicheli                                        | 17.12.1988   |                                                                               |
| 1962 | Spiel zu zweit                                                  |                                                                                       | Two for the Seesaw                              | Vereinigte Staaten                                               | Robert Wise                                            | 15.02.1975   |                                                                               |
| 1962 | Süßer Vogel Jugend                                              |                                                                                       | Sweet Bird of Youth                             | Vereinigte Staaten                                               | Richard Brooks                                         | 01.08.1987   |                                                                               |
| 1962 | Weißer Terror                                                   |                                                                                       | The Intruder                                    | Vereinigte Staaten                                               | Roger Corman                                           | 31.12.1965   |                                                                               |
| 1962 | Wer die Nachtigall stört                                        |                                                                                       | To Kill a Mockingbird                           | Vereinigte Staaten                                               | Robert Mulligan                                        | 08.04.1966   |                                                                               |
| 1963 | 40 Millionen suchen einen Mann                                  |                                                                                       | Love Is a Ball                                  | Vereinigte Staaten                                               | David Swift                                            | 28.08.1976   |                                                                               |
| 1963 | Flipper                                                         |                                                                                       | Flipper                                         | Vereinigte Staaten                                               | James B. Clark                                         | 04.06.1965   |                                                                               |
| 1963 | Der Fuchs geht in die Falle                                     |                                                                                       | For Love or Money                               | Vereinigte Staaten                                               | Michael Gordon                                         | 20.08.1986   |                                                                               |
| 1963 | Liebe im 3/4-Takt                                               |                                                                                       | The Waltz King                                  | Vereinigte Staaten                                               | Steve Previn                                           | 27.06.1969   |                                                                               |
| 1963 | Das Mädchen Irma la Douce                                       |                                                                                       | Irma la Douce                                   | Vereinigte Staaten                                               | Billy Wilder                                           | 18.08.1972   |                                                                               |
| 1963 | Pulverdampf in Casa Grande                                      |                                                                                       | Gunfighters of Casa Grande                      | Vereinigte Staaten Spanien                                       | Roy Rowland                                            | 24.05.1986   |                                                                               |
| 1963 | Revolverhelden von Wyoming                                      |                                                                                       | Cattle King                                     | Vereinigte Staaten                                               | Tay Garnett                                            | 06.09.1986   |                                                                               |
| 1963 | Der rosarote Panther                                            |                                                                                       | The Pink Panther                                | Vereinigte Staaten                                               | Blake Edwards                                          | 02.04.1983   |                                                                               |
| 1963 | Rufmord                                                         |                                                                                       | Twilight of Honor                               | Vereinigte Staaten                                               | Boris Sagal                                            | 19.02.1965   |                                                                               |
| 1963 | Sonntag in New York                                             |                                                                                       | Sunday in New York                              | Vereinigte Staaten                                               | Peter Tewksbury                                        | 19.03.1965   |                                                                               |
| 1963 | Eine total, total verrückte Welt                                |                                                                                       | It’s a Mad, Mad, Mad, Mad World                 | Vereinigte Staaten                                               | Stanley Kramer                                         | 02.08.1968   |                                                                               |
| 1963 | Die Totenliste                                                  |                                                                                       | The List of Adrian Messenger                    | Vereinigte Staaten                                               | John Huston                                            | 31.12.1976   |                                                                               |
| 1963 | Verliebt in einen Fremden                                       |                                                                                       | Love with the Proper Stranger                   | Vereinigte Staaten                                               | Robert Mulligan                                        | 13.05.1966   |                                                                               |
| 1963 | Vier für Texas                                                  |                                                                                       | 4 for Texas                                     | Vereinigte Staaten                                               | Robert Aldrich                                         | 14.03.1990   |                                                                               |
| 1964 | Alexis Sorbas                                                   |                                                                                       | Zorba the Greek                                 | Griechenland Vereinigte Staaten Vereinigtes Königreich           | Michael Cacoyannis                                     | 28.05.1982   |                                                                               |
| 1964 | Der Besuch                                                      |                                                                                       | The Visit                                       | Frankreich Italien BR Deutschland Vereinigte Staaten             | Bernhard Wicki                                         | 24.08.1985   |                                                                               |
| 1964 | Cheyenne                                                        |                                                                                       | Cheyenne Autumn                                 | Vereinigte Staaten                                               | John Ford                                              | 23.02.1968   |                                                                               |
| 1964 | Das Glück des Ginger Coffey                                     |                                                                                       | The Luck of Ginger Coffey                       | Kanada Vereinigte Staaten                                        | Irvin Kershner                                         | 24.06.1966   |                                                                               |
| 1964 | Der Kandidat                                                    |                                                                                       | The Best Man                                    | Vereinigte Staaten                                               | Franklin J. Schaffner                                  | 27.02.1976   |                                                                               |
| 1964 | Küss mich, Dummkopf                                             |                                                                                       | Kiss Me, Stupid                                 | Vereinigte Staaten                                               | Billy Wilder                                           | 18.10.1980   |                                                                               |
| 1964 | Marnie                                                          |                                                                                       | Marnie                                          | Vereinigte Staaten                                               | Alfred Hitchcock                                       | 12.06.1982   |                                                                               |
| 1964 | Mary Poppins                                                    |                                                                                       | Mary Poppins                                    | Vereinigte Staaten                                               | Robert Stevenson                                       | 09.12.1989   |                                                                               |
| 1964 | My Fair Lady                                                    |                                                                                       | My Fair Lady                                    | Vereinigte Staaten                                               | George Cukor                                           | 08.10.1967   |                                                                               |
| 1964 | Die Nacht des Leguan                                            |                                                                                       | The Night of the Iguana                         | Vereinigte Staaten                                               | John Huston                                            | 01.08.1986   |                                                                               |
| 1964 | Ruf nicht zu laut                                               |                                                                                       | One Potato, Two Potato                          | Vereinigte Staaten                                               | Larry Peerce                                           | 21.12.1971   |                                                                               |
| 1964 | Schick mir keine Blumen                                         |                                                                                       | Send Me No Flowers                              | Vereinigte Staaten                                               | Norman Jewison                                         | 15.07.1981   |                                                                               |
| 1964 | Schwarz wie ich                                                 |                                                                                       | Black Like Me                                   | Vereinigte Staaten                                               | Carl Lerner                                            | 05.08.1967   |                                                                               |
| 1964 | Sieben gegen Chicago                                            |                                                                                       | Robin and the 7 Hoods                           | Vereinigte Staaten                                               | Gordon Douglas                                         | 10.10.1987   |                                                                               |
| 1964 | Der Untergang des Römischen Reiches                             |                                                                                       | The Fall of the Roman Empire                    | Vereinigte Staaten                                               | Anthony Mann                                           | 22.01.1971   |                                                                               |
| 1964 | Der Zug                                                         |                                                                                       | The Train                                       | Vereinigte Staaten Frankreich Italien                            | John Frankenheimer                                     | 15.07.1966   |                                                                               |
| 1965 | Ein Appartement für drei                                        |                                                                                       | A Very Special Favor                            | Vereinigte Staaten                                               | Michael Gordon                                         | 21.10.1981   |                                                                               |
| 1965 | Boeing-Boeing                                                   |                                                                                       | Boeing Boeing                                   | Vereinigte Staaten                                               | John Rich                                              | 01.09.1990   |                                                                               |
| 1965 | Cat Ballou – Hängen sollst du in Wyoming                        | Cat Ballou                                                                            | Cat Ballou                                      | Vereinigte Staaten                                               | Elliot Silverstein                                     | 08.10.1971   |                                                                               |
| 1965 | Cincinnati Kid                                                  |                                                                                       | The Cincinnati Kid                              | Vereinigte Staaten                                               | Norman Jewison                                         | 26.12.1985   |                                                                               |
| 1965 | Das große Rennen rund um die Welt                               |                                                                                       | The Great Race                                  | Vereinigte Staaten                                               | Blake Edwards                                          | 11.11.1966   |                                                                               |
| 1965 | Lady L.                                                         |                                                                                       | Lady L                                          | Vereinigte Staaten                                               | Peter Ustinov                                          | 30.07.1971   |                                                                               |
| 1965 | Laurel & Hardy im Flegelalter                                   |                                                                                       | Laurel and Hardy’s Laughing 20’s                | Vereinigte Staaten                                               | Robert Youngson                                        | 26.06.1970   |                                                                               |
| 1965 | Michelangelo – Inferno und Ekstase                              |                                                                                       | The Agony and the Ecstasy                       | Vereinigte Staaten                                               | Carol Reed                                             | 13.12.1987   |                                                                               |
| 1965 | Das Narrenschiff                                                |                                                                                       | Ship of Fools                                   | Vereinigte Staaten                                               | Stanley Kramer                                         | 10.10.1969   |                                                                               |
| 1965 | Nebraska                                                        |                                                                                       | The Rounders                                    | Vereinigte Staaten                                               | Burt Kennedy                                           | 13.07.1985   |                                                                               |
| 1965 | Nishko, der Indianerjunge                                       | Auf der Suche nach Mukapo                                                             | Indian Paint                                    | Vereinigte Staaten                                               | Norman Foster                                          | 28.03.1986   |                                                                               |
| 1965 | Das Schwert des Ali Baba                                        |                                                                                       | The Sword of Ali Baba                           | Vereinigte Staaten                                               | Virgil W. Vogel                                        | 26.12.1986   |                                                                               |
| 1965 | Stadt im Meer                                                   |                                                                                       | City Under the Sea                              | Vereinigtes Königreich Vereinigte Staaten                        | Jacques Tourneur                                       | 18.10.1969   |                                                                               |
| 1965 | Versprich ihr alles                                             |                                                                                       | Promise Her Anything                            | Vereinigtes Königreich Vereinigte Staaten                        | Arthur Hiller                                          | 09.07.1988   |                                                                               |
| 1966 | … denn keiner ist ohne Schuld                                   |                                                                                       | The Oscar                                       | Vereinigte Staaten                                               | Russell Rouse                                          | 16.06.1990   |                                                                               |
| 1966 | Dieses Mädchen ist für alle                                     | Traumstation                                                                          | This Property Is Condemned                      | Vereinigte Staaten                                               | Sydney Pollack                                         | 21.12.1975   |                                                                               |
| 1966 | Gefahr im Tal der Tiger                                         |                                                                                       | Maya                                            | Vereinigte Staaten                                               | John Berry                                             | 24.12.1984   |                                                                               |
| 1966 | Der Glückspilz                                                  |                                                                                       | The Fortune Cookie                              | Vereinigte Staaten                                               | Billy Wilder                                           | 02.06.1972   |                                                                               |
| 1966 | Grand Prix                                                      |                                                                                       | Grand Prix                                      | Vereinigte Staaten                                               | John Frankenheimer                                     | 25.10.1974   |                                                                               |
| 1966 | Höchster Einsatz in Laredo                                      |                                                                                       | A Big Hand for the Little Lady                  | Vereinigte Staaten                                               | Fielder Cook                                           | 06.08.1988   |                                                                               |
| 1966 | Das Mädchen aus der Cherry-Bar                                  |                                                                                       | Gambit                                          | Vereinigte Staaten                                               | Ronald Neame                                           | 31.07.1982   |                                                                               |
| 1966 | Ein Mann wird gejagt                                            |                                                                                       | The Chase                                       | Vereinigte Staaten                                               | Arthur Penn                                            | 07.08.1970   |                                                                               |
| 1966 | Namu, der Raubwal                                               |                                                                                       | Namu, the Killer Whale                          | Vereinigte Staaten                                               | László Benedek                                         | 22.03.1968   |                                                                               |
| 1966 | Ritt im Wirbelwind                                              |                                                                                       | Ride in the Whirlwind                           | Vereinigte Staaten                                               | Monte Hellman                                          | 01.08.1980   |                                                                               |
| 1966 | Texas-Colt                                                      |                                                                                       | The Dangerous Days of Kiowa Jones               | Vereinigte Staaten                                               | Alex March                                             | 12.01.1986   |                                                                               |
| 1966 | Unter Wasser rund um die Welt                                   |                                                                                       | Around the World Under the Sea                  | Vereinigte Staaten                                               | Andrew Marton                                          | 04.01.1985   |                                                                               |
| 1966 | Wie klaut man eine Million?                                     |                                                                                       | How to Steal a Million                          | Vereinigte Staaten                                               | William Wyler                                          | 14.04.1979   |                                                                               |
| 1967 | Barfuß im Park                                                  |                                                                                       | Barefoot in the Park                            | Vereinigte Staaten                                               | Gene Saks                                              | 14.10.1981   |                                                                               |
| 1967 | Der Widerspenstigen Zähmung                                     |                                                                                       | The Taming of the Shrew                         | Italien Vereinigte Staaten                                       | Franco Zeffirelli                                      | 06.07.1980   |                                                                               |
| 1967 | Der einsame Puma                                                |                                                                                       | Charlie, the Lonesome Cougar                    | Vereinigte Staaten                                               | Winston Hibler                                         | 08.10.1989   |                                                                               |
| 1967 | Gegen den Strom die Treppe hinauf                               | Up the Down Staircase (Die Treppe hinauf, die hinab führt)                            | Up the Down Staircase                           | Vereinigte Staaten                                               | Robert Mulligan                                        | 11.10.1968   |                                                                               |
| 1967 | Heiße Colts in harten Fäusten                                   | Wyatts Rückkehr                                                                       | Return of the Gunfighter                        | Vereinigte Staaten                                               | James Neilson                                          | 24.08.1985   |                                                                               |
| 1967 | Hondo                                                           |                                                                                       | Hondo and the Apaches                           | Vereinigte Staaten                                               | Lee H. Katzin                                          | 07.06.1986   |                                                                               |
| 1967 | In der Hitze der Nacht                                          |                                                                                       | In the Heat of the Night                        | Vereinigte Staaten                                               | Norman Jewison                                         | 25.09.1970   |                                                                               |
| 1967 | Man nannte ihn Hombre                                           |                                                                                       | Hombre                                          | Vereinigte Staaten                                               | Martin Ritt                                            | 25.04.1969   |                                                                               |
| 1967 | Morgen ist ein neuer Tag                                        |                                                                                       | Hurry Sundown                                   | Vereinigte Staaten                                               | Otto Preminger                                         | 30.05.1969   |                                                                               |
| 1967 | Die nackten Tatsachen                                           |                                                                                       | Don’t Make Waves                                | Vereinigte Staaten                                               | Alexander Mackendrick                                  | 03.05.1989   |                                                                               |
| 1967 | Der Pirat des Königs                                            |                                                                                       | The King’s Pirate                               | Vereinigte Staaten                                               | Don Weis                                               | 01.01.1981   |                                                                               |
| 1967 | Siebenmal lockt das Weib                                        |                                                                                       | Woman Times Seven                               | Italien Frankreich Vereinigte Staaten                            | Vittorio De Sica                                       | 26.12.1984   |                                                                               |
| 1967 | Die Stunde der Komödianten                                      |                                                                                       | The Comedians                                   | Vereinigte Staaten                                               | Peter Glenville                                        | 19.05.1986   |                                                                               |
| 1967 | Warte, bis es dunkel ist                                        |                                                                                       | Wait Until Dark                                 | Vereinigte Staaten                                               | Terence Young                                          | 28.05.1988   |                                                                               |
| 1968 | … aber das Blut ist immer rot                                   |                                                                                       | If He Hollers, Let Him Go!                      | Vereinigte Staaten                                               | Charles Martin                                         | 25.12.1970   |                                                                               |
| 1968 | Auftrag Mord                                                    |                                                                                       | The Brotherhood                                 | Vereinigte Staaten                                               | Martin Ritt                                            | 15.12.1979   |                                                                               |
| 1968 | Bullitt                                                         |                                                                                       | Bullitt                                         | Vereinigte Staaten                                               | Peter Yates                                            | 02.12.1977   |                                                                               |
| 1968 | Funny Girl                                                      |                                                                                       | Funny Girl                                      | Vereinigte Staaten                                               | William Wyler                                          | 22.05.1970   |                                                                               |
| 1968 | Das Herz ist ein einsamer Jäger                                 |                                                                                       | The Heart Is a Lonely Hunter                    | Vereinigte Staaten                                               | Robert Ellis Miller                                    | 04.02.1972   |                                                                               |
| 1968 | Lass mich küssen deinen Schmetterling                           |                                                                                       | I Love You, Alice B. Toklas                     | Vereinigte Staaten                                               | Hy Averback                                            | 11.08.1990   |                                                                               |
| 1968 | Das Mädchen, das nicht nein sagen konnte                        | Das Mädchen, das nicht ja sagen konnte                                                | Tenderly                                        | Italien Vereinigte Staaten                                       | Franco Brusati                                         | 04.12.1982   |                                                                               |
| 1968 | Der Mann in Mammis Bett                                         |                                                                                       | With Six You Get Eggroll                        | Vereinigte Staaten                                               | Howard Morris                                          | 02.11.1986   |                                                                               |
| 1968 | Die Nacht, als Minsky aufflog                                   |                                                                                       | The Night They Raided Minsky’s                  | Vereinigte Staaten                                               | William Friedkin                                       | 05.07.1975   |                                                                               |
| 1968 | Ein seltsames Paar                                              |                                                                                       | The Odd Couple                                  | Vereinigte Staaten                                               | Gene Saks                                              | 12.05.1972   |                                                                               |
| 1968 | Spiel mir das Lied vom Tod                                      |                                                                                       | C’era una volta il West                         | Italien Vereinigte Staaten                                       | Sergio Leone                                           | 24.07.1981   |                                                                               |
| 1968 | Thomas Crown ist nicht zu fassen                                |                                                                                       | The Thomas Crown Affair                         | Vereinigte Staaten                                               | Norman Jewison                                         | 19.03.1983   |                                                                               |
| 1968 | Zärtlich schnappt die Falle zu                                  |                                                                                       | How to Save a Marriage and Ruin Your Life       | Vereinigte Staaten                                               | Fielder Cook                                           | 08.08.1981   |                                                                               |
| 1969 | Blutige Spur                                                    |                                                                                       | Tell Them Willie Boy Is Here                    | Vereinigte Staaten                                               | Abraham Polonsky                                       | 20.07.1973   |                                                                               |
| 1969 | Ein Frosch in Manhattan                                         |                                                                                       | The April Fools                                 | Vereinigte Staaten                                               | Stuart Rosenberg                                       | 14.04.1984   |                                                                               |
| 1969 | Der Gauner                                                      |                                                                                       | The Reivers                                     | Vereinigte Staaten                                               | Mark Rydell                                            | 16.08.1986   |                                                                               |
| 1969 | Das Geheimnis der Puppe                                         |                                                                                       | The Pigeon                                      | Vereinigte Staaten                                               | Edward Belamy                                          | 03.10.1989   |                                                                               |
| 1969 | Gleich ist es soweit                                            |                                                                                       | Any Second Now                                  | Vereinigte Staaten                                               | Gene Levitt                                            | 04.07.1981   |                                                                               |
| 1969 | Das Gold der Madonna                                            |                                                                                       | The Desperate Mission                           | Vereinigte Staaten                                               | Earl Belamy                                            | 03.03.1990   |                                                                               |
| 1969 | Ein Hauch von Sinnlichkeit                                      |                                                                                       | The Appointment                                 | Vereinigte Staaten                                               | Sidney Lumet                                           | 13.05.1987   |                                                                               |
| 1969 | Hello, Dolly!                                                   |                                                                                       | Hello, Dolly!                                   | Vereinigte Staaten                                               | Gene Kelly                                             | 09.06.1972   |                                                                               |
| 1969 | In einer Nacht wie dieser                                       |                                                                                       | Silent Night, Lonely Night                      | Vereinigte Staaten                                               | Daniel Petrie                                          | 27.12.1982   |                                                                               |
| 1969 | Die Kaktusblüte                                                 |                                                                                       | Cactus Flower                                   | Vereinigte Staaten                                               | Gene Saks                                              | 09.04.1976   |                                                                               |
| 1969 | Krakatoa – Das größte Abenteuer des letzten Jahrhunderts        | Krakatoa                                                                              | Krakatoa, East of Java                          | Vereinigte Staaten                                               | Bernard L. Kowalski                                    | 10.02.1970   |                                                                               |
| 1969 | The Lost Man – Es führt kein Weg zurück                         | Es führt kein Weg zurück                                                              | The Lost Man                                    | Vereinigte Staaten                                               | Robert Alan Arthur                                     | 13.10.1984   |                                                                               |
| 1969 | Mackenna’s Gold                                                 |                                                                                       | MacKenna’s Gold                                 | Vereinigte Staaten                                               | J. Lee Thompson                                        | 07.08.1970   |                                                                               |
| 1969 | Matsoukas, der Grieche                                          |                                                                                       | A Dream of Kings                                | Vereinigte Staaten                                               | Daniel Mann                                            | 18.07.1975   |                                                                               |
| 1969 | Mein Freund, der Otter                                          | Eine Welle glänzenden Wassers                                                         | Ring of Bright Water                            | Vereinigtes Königreich Vereinigte Staaten                        | Jack Couffer                                           | 21.12.1973   |                                                                               |
| 1969 | Nur Pferden gibt man den Gnadenschuß                            |                                                                                       | They Shoot Horses, Don’t They?                  | Vereinigte Staaten                                               | Sydney Pollack                                         | 19.01.1973   |                                                                               |
| 1969 | Sklaven                                                         |                                                                                       | Slaves                                          | Vereinigte Staaten                                               | Herbert Biberman                                       | 28.01.1983   |                                                                               |
| 1969 | Sweet Charity                                                   |                                                                                       | Sweet Charity                                   | Vereinigte Staaten                                               | Bob Fosse                                              | 25.02.1972   |                                                                               |
| 1969 | Der Untergang des Sonnenreiches                                 | Die königliche Jagd auf die Sonne                                                     | The Royal Hunt of the Sun                       | Vereinigtes Königreich Vereinigte Staaten                        | Irving Lerner                                          | 20.01.1988   |                                                                               |
| 1969 | Woody, der Unglücksrabe                                         |                                                                                       | Take the Money and Run                          | Vereinigte Staaten                                               | Woody Allen                                            | 16.07.1989   |                                                                               |
| 1969 | Zwei Banditen                                                   |                                                                                       | Butch Cassidy and the Sundance Kid              | Vereinigte Staaten                                               | George Roy Hill                                        | 13.01.1990   |                                                                               |
| 1970 | Abgerechnet wird zum Schluss                                    |                                                                                       | The Ballad of Cable Hogue                       | Vereinigte Staaten                                               | Sam Peckinpah                                          | 24.08.1973   |                                                                               |
| 1970 | Blutige Erdbeeren                                               |                                                                                       | The Strawberry Statement                        | Vereinigte Staaten                                               | Stuart Hagmann                                         | 02.03.1973   |                                                                               |
| 1970 | Die Frau des Anderen                                            |                                                                                       | A Walk in the Spring Rain                       | Vereinigte Staaten                                               | Guy Green                                              | 16.04.1977   |                                                                               |
| 1970 | Die Glut der Gewalt                                             |                                                                                       | The Liberation of L.B. Jones                    | Vereinigte Staaten                                               | William Wyler                                          | 24.11.1972   |                                                                               |
| 1970 | Die große weiße Hoffnung                                        |                                                                                       | The Great White Hope                            | Vereinigte Staaten                                               | Martin Ritt                                            | 23.02.1973   |                                                                               |
| 1970 | Little Big Man                                                  |                                                                                       | Little Big Man                                  | Vereinigte Staaten                                               | Arthur Penn                                            | 17.11.1972   |                                                                               |
| 1970 | Liebhaber und andere Fremde                                     |                                                                                       | Lovers and Other Strangers                      | Vereinigte Staaten                                               | Cy Howard                                              | 20.10.1989   |                                                                               |
| 1970 | Monte Walsh                                                     |                                                                                       | Monte Walsh                                     | Vereinigte Staaten                                               | William A. Fraker                                      | 14.11.1987   |                                                                               |
| 1970 | Der Mörder meines Bruders                                       | Lauf, Simon, lauf!                                                                    | Run, Simon, Run                                 | Vereinigte Staaten                                               | Aaron Spelling                                         | 28.02.1976   |                                                                               |
| 1970 | Rivalen des Todes                                               |                                                                                       | A Gunfight                                      | Vereinigte Staaten                                               | Lamont Johnson                                         | 04.06.1990   |                                                                               |
| 1971 | Der Anderson-Clan                                               |                                                                                       | The Anderson Tapes                              | Vereinigte Staaten                                               | Sidney Lumet                                           | 02.02.1973   |                                                                               |
| 1971 | Brennpunkt Brooklyn                                             |                                                                                       | The French Connection                           | Vereinigte Staaten                                               | William Friedkin                                       | 28.06.1974   |                                                                               |
| 1971 | Denkt bloß nicht, daß wir heulen                                | …und sie sind nur Kinder                                                              | Bless the Beasts and Children                   | Vereinigte Staaten                                               | Stanley Kramer                                         | 29.06.1973   |                                                                               |
| 1971 | Fluchtpunkt San Francisco                                       | Grenzpunkt Null                                                                       | Vanishing Point                                 | Vereinigte Staaten                                               | Richard C. Sarafian                                    | 07.11.1975   |                                                                               |
| 1971 | Hamad und die Piraten                                           |                                                                                       | Hamad and the Pirates                           | Vereinigte Staaten                                               | Richard H. Lyford                                      | 03.05.1987   |                                                                               |
| 1971 | Joe Hill                                                        |                                                                                       | Joe Hill                                        | Schweden Vereinigte Staaten                                      | Bo Widerberg                                           | 29.09.1979   |                                                                               |
| 1971 | Klute                                                           |                                                                                       | Klute                                           | Vereinigte Staaten                                               | Alan J. Pakula                                         | 05.04.1974   |                                                                               |
| 1971 | Le Mans                                                         |                                                                                       | Le Mans                                         | Vereinigte Staaten                                               | Lee H. Katzin                                          | 02.05.1987   |                                                                               |
| 1971 | Lefty, der Luchs                                                |                                                                                       | Lefty, the Dingaling Lynx                       | Vereinigte Staaten                                               | Winston Hibler                                         | 14.01.1990   |                                                                               |
| 1971 | Die letzte Vorstellung                                          |                                                                                       | The Last Picture Show                           | Vereinigte Staaten                                               | Peter Bogdanovich                                      | 01.10.1976   |                                                                               |
| 1971 | Die Millionen-Dollar-Ente                                       |                                                                                       | The Million Dollar Duck                         | Vereinigte Staaten                                               | Vincent McEveety                                       | 05.08.1989   |                                                                               |
| 1971 | Opa kann’s nicht lassen                                         |                                                                                       | Kotch                                           | Vereinigte Staaten                                               | Jack Lemmon                                            | 23.10.1978   |                                                                               |
| 1971 | Rivalen des Todes                                               | Duell in Mexico                                                                       | A Gunfight                                      | Vereinigte Staaten                                               | Lamont Johnson                                         | 04.06.1990   |                                                                               |
| 1971 | Tanja Baskin – Anruf genügt                                     |                                                                                       | T.R. Baskin                                     | Vereinigte Staaten                                               | Herbert Ross                                           | 05.12.1975   |                                                                               |
| 1971 | The Touch                                                       | Die Berührung                                                                         | The Touch/Beröringen                            | Schweden Vereinigte Staaten                                      | Ingmar Bergman                                         | 14.12.1973   |                                                                               |
| 1971 | Der unheimliche Besucher                                        |                                                                                       | The Night Visitor                               | Vereinigte Staaten Schweden                                      | László Benedek                                         | 29.03.1986   |                                                                               |
| 1971 | Die Verfolger                                                   |                                                                                       | The Trackers                                    | Vereinigte Staaten                                               | Earl Bellamy                                           | 24.07.1982   |                                                                               |
| 1971 | Das vergessene Tal                                              |                                                                                       | The Last Valley                                 | Vereinigtes Königreich Vereinigte Staaten                        | James Clavell                                          | 28.12.1989   |                                                                               |
| 1972 | Avanti, Avanti!                                                 |                                                                                       | Avanti!                                         | Vereinigte Staaten Italien                                       | Billy Wilder                                           | 22.03.1987   |                                                                               |
| 1972 | Cabaret                                                         |                                                                                       | Cabaret                                         | Vereinigte Staaten                                               | Bob Fosse                                              | 16.05.1975   |                                                                               |
| 1972 | Die Falle im Puma-Gebirge                                       |                                                                                       | Trap on Cougar Mountain                         | Vereinigte Staaten                                               | Keith Larsen                                           | 19.10.1979   |                                                                               |
| 1972 | Die Flucht des Pumas                                            |                                                                                       | Run, Cougar, Run                                | Vereinigte Staaten                                               | Jerome Courtland                                       | 26.05.1990   |                                                                               |
| 1972 | Ein gewisser General Bonaparte                                  |                                                                                       | Eagle in a Cage                                 | Vereinigte Staaten Vereinigtes Königreich                        | Fielder Cook                                           | 07.05.1972   |                                                                               |
| 1972 | Gebrannte Haut                                                  | Zähle deine Kugeln                                                                    | Cry for Me, Billy                               | Vereinigte Staaten                                               | William A. Graham                                      | 28.05.1976   |                                                                               |
| 1972 | Geh zur Hölle                                                   |                                                                                       | Trick Baby                                      | Vereinigte Staaten                                               | Larry Yust                                             | 22.03.1990   |                                                                               |
| 1972 | Die gestohlenen Könige                                          | Der gestohlene König                                                                  | To Steal a King                                 | Vereinigte Staaten                                               | Lou Antonio                                            | 05.04.1977   | Aus der Serie Banacek (S01E05)                                                |
| 1972 | Das Glashaus                                                    |                                                                                       | The Glass House                                 | Vereinigte Staaten                                               | Tom Gries                                              | 06.09.1974   |                                                                               |
| 1972 | Helen und die Stimme aus dem Jenseits                           |                                                                                       | When Michael Calls                              | Vereinigte Staaten                                               | Edgar J. Scherick                                      | 28.12.1989   |                                                                               |
| 1972 | Is’ was, Doc?                                                   |                                                                                       | What’s Up, Doc?                                 | Vereinigte Staaten                                               | Peter Bogdanovich                                      | 27.05.1977   |                                                                               |
| 1972 | Das Kreuz von Bayonne                                           |                                                                                       | No Sign of the Cross                            | Vereinigte Staaten                                               | Daryl Duke                                             | 02.10.1976   | Aus der Serie Banacek (S01E03)                                                |
| 1972 | The Line – Tausend Meilen bis zur Hölle                         | The Line – 1000 Meilen bis zur Hölle                                                  | Parades                                         | Vereinigte Staaten                                               | Robert J. Siegel                                       | 24.01.1986   |                                                                               |
| 1972 | Peter und Tillie                                                |                                                                                       | Pete ’n’ Tillie                                 | Vereinigte Staaten                                               | Martin Ritt                                            | 29.11.1980   |                                                                               |
| 1972 | Die Rache ist mein                                              |                                                                                       | Rage                                            | Vereinigte Staaten                                               | George C. Scott                                        | 11.10.1974   |                                                                               |
| 1972 | Die Schnüffelschwestern                                         |                                                                                       | The Female Instinct                             | Vereinigte Staaten                                               | Leonard B. Stern                                       | 15.07.1978   | Pilotfilm zur Serie The Snoop Sisters                                         |
| 1972 | Der Weg der Verdammten                                          | Buck und der Prediger                                                                 | Buck and the Preacher                           | Vereinigte Staaten                                               | Sidney Poitier                                         | 01.03.1974   |                                                                               |
| 1972 | Wenn die Legenden sterben                                       |                                                                                       | When the Legends Die                            | Vereinigte Staaten                                               | Stuart Millar                                          | 05.07.1974   |                                                                               |
| 1972 | Zug um Zug                                                      | Der verschwundene Phönix                                                              | Project Phoenix                                 | Vereinigte Staaten                                               | Richard T. Heffron                                     | 17.07.1976   | Aus der Serie Banacek (S01E02)                                                |
| 1973 | Der Clou                                                        |                                                                                       | The Sting                                       | Vereinigte Staaten                                               | George Roy Hill                                        | 06.08.1976   |                                                                               |
| 1973 | Die drei Musketiere                                             |                                                                                       | The Three Musketeers                            | Vereinigte Staaten Vereinigtes Königreich Spanien Panama         | Richard Lester                                         | 04.07.1975   |                                                                               |
| 1973 | Ganoven auf Abwegen                                             | Schrottplatz-Blues                                                                    | Steelyard Blues                                 | Vereinigte Staaten                                               | Alan Myerson                                           | 25.03.1990   |                                                                               |
| 1973 | Heirat ausgeschlossen                                           |                                                                                       | Blume in Love                                   | Vereinigte Staaten                                               | Paul Mazursky                                          | 25.03.1989   |                                                                               |
| 1973 | In letzter Sekunde                                              | Gemälderaub in Boston                                                                 | The Greatest Collection of Them All             | Vereinigte Staaten                                               | George McCowan                                         | 29.07.1977   | Aus der Serie Banacek (S01E07)                                                |
| 1973 | Der Mordfall Marcus-Nelson                                      |                                                                                       | The Marcus Nelson Murders                       | Vereinigte Staaten                                               | Joseph Sargent                                         | 02.01.1981   | Pilotfilm zur Serie Kojak – Einsatz in Manhattan                              |
| 1973 | Niemand konnte sie retten                                       |                                                                                       | And No One Could Save Her                       | Vereinigte Staaten Vereinigtes Königreich                        | Kevin Billington                                       | 08.11.1980   |                                                                               |
| 1973 | Oklahoma Crude                                                  | Oklahoma, wie es ist                                                                  | Oklahoma Crude                                  | Vereinigte Staaten                                               | Stanley Kramer                                         | 06.09.1974   |                                                                               |
| 1973 | Paper Moon                                                      | Papermoon                                                                             | Paper Moon                                      | Vereinigte Staaten                                               | Peter Bogdanovich                                      | 26.04.1980   |                                                                               |
| 1973 | Papillon                                                        |                                                                                       | Papillon                                        | Vereinigte Staaten                                               | Franklin J. Schaffner                                  | 05.09.1975   |                                                                               |
| 1973 | Serpico                                                         |                                                                                       | Serpico                                         | Vereinigte Staaten                                               | Sidney Lumet                                           | 07.04.1978   |                                                                               |
| 1973 | So wie wir waren                                                | Jene Jahre in Hollywood                                                               | The Way We Were                                 | Vereinigte Staaten                                               | Sydney Pollack                                         | 24.10.1975   |                                                                               |
| 1973 | Der Tag des Delphins                                            |                                                                                       | The Day of the Dolphin                          | Vereinigte Staaten                                               | Mike Nichols                                           | 05.06.1976   |                                                                               |
| 1973 | Unternehmen Staatsgewalt                                        |                                                                                       | Executive Action                                | Vereinigte Staaten                                               | David Miller                                           | 03.02.1980   |                                                                               |
| 1973 | Sindbads gefährliche Abenteuer                                  |                                                                                       | The Golden Voyage of Sinbad                     | Vereinigte Staaten                                               | Gordon Hessler                                         | 30.05.1980   |                                                                               |
| 1974 | Abschied von einer Insel                                        | Conrack                                                                               | Conrack                                         | Vereinigte Staaten                                               | Martin Ritt                                            | 25.03.1977   |                                                                               |
| 1974 | Bei mir liegst du richtig                                       | Um Himmels Willen                                                                     | For Pete’s Sake                                 | Vereinigte Staaten                                               | Peter Yates                                            | 17.09.1976   |                                                                               |
| 1974 | Big Rose                                                        |                                                                                       | Big Rose: Double Trouble                        | Vereinigte Staaten                                               | Paul Krasny                                            | 27.08.1977   |                                                                               |
| 1974 | Chinatown                                                       |                                                                                       | Chinatown                                       | Vereinigte Staaten                                               | Roman Polański                                         | 26.11.1976   |                                                                               |
| 1974 | Der Dialog                                                      |                                                                                       | The Conversation                                | Vereinigte Staaten                                               | Francis Ford Coppola                                   | 26.03.1976   |                                                                               |
| 1974 | Erdbeben                                                        |                                                                                       | Earthquake                                      | Vereinigte Staaten                                               | Mark Robson                                            | 15.05.1989   |                                                                               |
| 1974 | Flammendes Inferno                                              |                                                                                       | The Towering Inferno                            | Vereinigte Staaten                                               | John Guillermin                                        | 13.11.1981   |                                                                               |
| 1974 | Klauen wir gleich die ganze Bank                                |                                                                                       | Bank Shot                                       | Vereinigte Staaten                                               | Gower Champion                                         | 05.04.1980   |                                                                               |
| 1974 | Der Spatz von Paris – Edith Piaf                                | Der Spatz von Paris                                                                   | Piaf                                            | Frankreich Vereinigte Staaten                                    | Guy Casaril                                            | 19.12.1975   |                                                                               |
| 1974 | Die vier Musketiere – Die Rache der Mylady                      |                                                                                       | The Four Musketeers                             | Vereinigte Staaten Vereinigtes Königreich Spanien Panama         | Richard Lester                                         | 16.04.1976   |                                                                               |
| 1974 | Zandys Braut                                                    | Zandy’s Braut                                                                         | Zandy’s Bride                                   | Vereinigte Staaten                                               | Jan Troell                                             | 09.09.1977   |                                                                               |
| 1974 | Zeuge einer Verschwörung                                        |                                                                                       | The Parallax View                               | Vereinigte Staaten                                               | Alan J. Pakula                                         | 23.07.1976   |                                                                               |
| 1975 | 700 Meilen westwärts                                            |                                                                                       | Bite the Bullet                                 | Vereinigte Staaten                                               | Richard Brooks                                         | 13.05.1977   |                                                                               |
| 1975 | Die Abenteuer der Familie Robinson in der Wildnis               |                                                                                       | The Adventures of the Wilderness Family         | Vereinigte Staaten                                               | Stewart Raffill                                        | 01.01.1990   |                                                                               |
| 1975 | Abenteurer auf der Lucky Lady                                   |                                                                                       | Lucky Lady                                      | Vereinigte Staaten                                               | Stanley Donen                                          | 13.10.1978   |                                                                               |
| 1975 | Die drei Tage des Condor                                        |                                                                                       | Three Days of the Condor                        | Vereinigte Staaten                                               | Sydney Pollack                                         | 08.11.1981   |                                                                               |
| 1975 | Einer flog über das Kuckucksnest                                |                                                                                       | One Flew Over the Cuckoo’s Nest                 | Vereinigte Staaten                                               | Miloš Forman                                           | 03.11.1978   |                                                                               |
| 1975 | Der einsame Job                                                 |                                                                                       | Report to the Commissioner                      | Vereinigte Staaten                                               | Milton Katselas                                        | 04.03.1977   |                                                                               |
| 1975 | Fahr zur Hölle, Liebling                                        |                                                                                       | Farewell, My Lovely                             | Vereinigte Staaten                                               | Dick Richards                                          | 16.08.1980   |                                                                               |
| 1975 | Freitag und Robinson                                            |                                                                                       | Man Friday                                      | Vereinigtes Königreich Vereinigte Staaten                        | Jack Gold                                              | 30.03.1988   |                                                                               |
| 1975 | Funny Lady                                                      |                                                                                       | Funny Lady                                      | Vereinigte Staaten                                               | Herbert Ross                                           | 30.06.1990   |                                                                               |
| 1975 | Die heiße Spur                                                  |                                                                                       | Night Moves                                     | Vereinigte Staaten                                               | Arthur Penn                                            | 01.07.1978   |                                                                               |
| 1975 | Liebe in der Dämmerung                                          |                                                                                       | Love Among the Ruins                            | Vereinigte Staaten                                               | George Cukor                                           | 11.11.1979   |                                                                               |
| 1975 | Die schwarze Liste                                              |                                                                                       | Fear on Trial                                   | Vereinigte Staaten                                               | Lamont Johnson                                         | 14.10.1989   |                                                                               |
| 1975 | Straße der Gewalt                                               |                                                                                       | White Line Fever                                | Vereinigte Staaten Kanada                                        | Jonathan Kaplan                                        | 25.08.1978   |                                                                               |
| 1975 | Der Tag der Heuschrecke                                         |                                                                                       | The Day of the Locus                            | Vereinigte Staaten                                               | John Schlesinger                                       | 23.10.1981   |                                                                               |
| 1976 | Alaskaträume                                                    |                                                                                       | Pipe Dreams                                     | Vereinigte Staaten                                               | Stephen Verona                                         | 08.12.1984   |                                                                               |
| 1976 | Bakers Habicht                                                  |                                                                                       | Baker’s Hawk                                    | Vereinigte Staaten                                               | Lyman D. Dayton                                        | 08.05.1981   |                                                                               |
| 1976 | Countdown at Kusini                                             |                                                                                       | Countdown at Kusini                             | Vereinigte Staaten Nigeria                                       | Ossie Davis                                            | 09.12.1977   |                                                                               |
| 1976 | Familiengrab                                                    |                                                                                       | Family Plot                                     | Vereinigte Staaten                                               | Alfred Hitchcock                                       | 27.12.1980   |                                                                               |
| 1976 | Der Goldschatz von Matecumbe                                    |                                                                                       | Treasure of Matecumbe                           | Vereinigte Staaten                                               | Vincent McEveety                                       | 09.09.1989   |                                                                               |
| 1976 | Ich will mein Kind behalten                                     |                                                                                       | I Want to Keep My Baby                          | Vereinigte Staaten                                               | Jerry Thorpe                                           | 03.10.1987   |                                                                               |
| 1976 | Kein Koks für Sherlock Holmes                                   |                                                                                       | The Seven-Per-Cent Solution                     | Vereinigtes Königreich Vereinigte Staaten                        | Herbert Ross                                           | 27.12.1986   |                                                                               |
| 1976 | Eine Leiche zum Dessert                                         | Verzeihung, sind Sie der Mörder?                                                      | Murder by Death                                 | Vereinigte Staaten                                               | Robert Moore                                           | 14.10.1977   |                                                                               |
| 1976 | Der letzte Tycoon                                               | Der letzte Tycoon – Der Gigant von Hollywood                                          | The Last Tycoon                                 | Vereinigte Staaten                                               | Elia Kazan                                             | 02.01.1988   |                                                                               |
| 1976 | Louis Armstrong – Chicago Style                                 |                                                                                       | Louis Armstrong – Chicago Style                 | Vereinigte Staaten                                               | Lee Philips                                            | 07.07.1978   |                                                                               |
| 1976 | Nickelodeon                                                     | Klapperschlangen beißen nicht                                                         | Nickelodeon                                     | Vereinigte Staaten                                               | Peter Bogdanovich                                      | 12.01.1980   |                                                                               |
| 1976 | Nina – Nur eine Frage der Zeit                                  | Nina                                                                                  | Nina/A Matter of Time                           | Vereinigte Staaten Italien                                       | Vincente Minnelli                                      | 24.07.1988   |                                                                               |
| 1976 | Per Saldo Mord                                                  |                                                                                       | The Swiss Conspiracy                            | Vereinigte Staaten BR Deutschland                                | Jack Arnold                                            | 18.09.1985   |                                                                               |
| 1976 | Robin und Marian                                                |                                                                                       | Robin and Marian                                | Vereinigte Staaten                                               | Richard Lester                                         | 07.07.1978   |                                                                               |
| 1976 | Der Strohmann                                                   |                                                                                       | The Front                                       | Vereinigte Staaten                                               | Martin Ritt                                            | 10.03.1978   |                                                                               |
| 1976 | Trans-Amerika-Express                                           |                                                                                       | Silver Streak                                   | Vereinigte Staaten                                               | Arthur Hiller                                          | 04.11.1989   |                                                                               |
| 1976 | Die Unbestechlichen                                             |                                                                                       | All the President’s Men                         | Vereinigte Staaten                                               | Alan J. Pakula                                         | 03.02.1978   |                                                                               |
| 1977 | Ein anderer Mann – eine andere Frau                             |                                                                                       | Un autre homme, une autre chance                | Frankreich Vereinigte Staaten                                    | Claude Lelouch                                         | 22.12.1978   |                                                                               |
| 1977 | Bobby Deerfield                                                 |                                                                                       | Bobby Deerfield                                 | Vereinigte Staaten                                               | Sydney Pollack                                         | 03.07.1988   |                                                                               |
| 1977 | Brothers                                                        |                                                                                       | Brothers                                        | Vereinigte Staaten                                               | Arthur Barron                                          | 12.10.1979   |                                                                               |
| 1977 | Die Brücke von Arnheim                                          |                                                                                       | A Bridge too Far                                | Vereinigtes Königreich Vereinigte Staaten                        | Richard Attenborough                                   | 03.12.1989   |                                                                               |
| 1977 | Das Domino Komplott                                             | Das Domino-Prinzip                                                                    | The Domino Principle                            | Vereinigte Staaten                                               | Stanley Kramer                                         | 05.01.1979   |                                                                               |
| 1977 | Grauadler                                                       |                                                                                       | Grayeagle                                       | Vereinigte Staaten                                               | Charles B. Pierce                                      | 22.02.1980   |                                                                               |
| 1977 | Hände weg von meinem Kind                                       | Stehlt mein Baby nicht                                                                | Black Market Baby                               | Vereinigte Staaten                                               | Robert Day                                             | 12.12.1981   |                                                                               |
| 1977 | Ich bin der Größte                                              |                                                                                       | The Greatest                                    | Vereinigte Staaten                                               | Tom Gries, Monte Hellman                               | 21.11.1981   |                                                                               |
| 1977 | Inseln im Strom                                                 |                                                                                       | Islands in the Stream                           | Vereinigte Staaten                                               | Franklin J. Schaffner                                  | 13.03.1983   |                                                                               |
| 1977 | Julia                                                           |                                                                                       | Julia                                           | Vereinigte Staaten                                               | Fred Zinnemann                                         | 07.12.1979   |                                                                               |
| 1977 | Die Katze kennt den Mörder                                      |                                                                                       | The Late Show                                   | Vereinigte Staaten                                               | Robert Benton                                          | 17.08.1979   |                                                                               |
| 1977 | Das Schlangenei                                                 |                                                                                       | Das Schlangenei/The Serpent’s Egg               | Berlin Vereinigte Staaten                                        | Ingmar Bergman                                         | 16.05.1980   |                                                                               |
| 1977 | Die Spur der Antilope                                           |                                                                                       | The Track of the African Bongo                  | Vereinigte Staaten                                               | Frank Zuniga                                           | 18.03.1990   |                                                                               |
| 1977 | Stunts – Das Geschäft mit dem eigenen Leben                     | Männer ohne Nerven (Stunts)                                                           | Stunts                                          | Vereinigte Staaten                                               | Mark L. Lester                                         | 14.09.1979   |                                                                               |
| 1977 | Tod im Fahrstuhl                                                |                                                                                       | Ningen no shōmei                                | Japan Vereinigte Staaten                                         | Jun'ya Satō                                            | 18.05.1984   |                                                                               |
| 1977 | Unerfüllte Träume                                               |                                                                                       | Mary White                                      | Vereinigte Staaten                                               | Jud Taylor                                             | 11.09.1988   |                                                                               |
| 1977 | Unheimliche Begegnung der dritten Art                           |                                                                                       | Close Encounters of the Third Kind              | Vereinigte Staaten                                               | Steven Spielberg                                       | 04.01.1985   |                                                                               |
| 1978 | The Band                                                        |                                                                                       | THe Last Waltz                                  | Vereinigte Staaten                                               | Martin Scorsese                                        | 08.01.1982   |                                                                               |
| 1978 | Der Champion                                                    | Caseys Schatten                                                                       | Casey’s Shadow                                  | Vereinigte Staaten                                               | Martin Ritt                                            | 29.08.1980   |                                                                               |
| 1978 | Coming Home – Sie kehren heim                                   |                                                                                       | Coming Home                                     | Vereinigte Staaten                                               | Hal Ashby                                              | 26.02.1982   |                                                                               |
| 1978 | Eine ganz krumme Tour                                           |                                                                                       | Foul Play                                       | Vereinigte Staaten                                               | Colin Higgins                                          | 24.04.1981   |                                                                               |
| 1978 | Hausbesuche                                                     |                                                                                       | House Calls                                     | Vereinigte Staaten                                               | Howard Zieff                                           | 24.12.1980   |                                                                               |
| 1978 | Der Himmel soll warten                                          |                                                                                       | Heaven Can Wait                                 | Vereinigte Staaten                                               | Warren Beatty                                          | 12.12.1987   |                                                                               |
| 1978 | Die Kinder von Sanchez                                          |                                                                                       | The Children of Sanchez                         | Vereinigte Staaten Mexiko                                        | Hall Bartlett                                          | 06.11.1981   |                                                                               |
| 1978 | Nächstes Jahr, selbe Zeit                                       |                                                                                       | Same Time, Next Year                            | Vereinigte Staaten                                               | Robert Mulligan                                        | 06.12.1983   |                                                                               |
| 1978 | Unternehmen Capricorn                                           |                                                                                       | Capricorn One                                   | Vereinigte Staaten Vereinigtes Königreich                        | Peter Hyams                                            | 20.07.1979   |                                                                               |
| 1978 | Das verrückte California-Hotel                                  |                                                                                       | California Suite                                | Vereinigte Staaten                                               | Herbert Ross                                           | 18.07.1980   |                                                                               |
| 1978 | Vorhof zum Paradies                                             |                                                                                       | Paradise Alley                                  | Vereinigte Staaten                                               | Sylvester Stallone                                     | 14.08.1981   |                                                                               |
| 1978 | Weitere Abenteuer der Familie Robinson in der Wildnis           |                                                                                       | The Further Adventures of the Wilderness Family | Vereinigte Staaten                                               | Frank Zuniga                                           | 07.01.1990   |                                                                               |
| 1978 | Zirkuszauber                                                    |                                                                                       | Mr. Too Little                                  | Vereinigte Staaten                                               | Stuart E. McGowan                                      | 01.01.1990   |                                                                               |
| 1978 | Zwei Cowboys                                                    |                                                                                       | Trail of Danger                                 | Vereinigte Staaten                                               | Andrew V. McLaglen                                     | 13.05.1990   |                                                                               |
| 1979 | Alien – Das unheimliche Wesen aus einer fremden Welt            | Alien I                                                                               | Alien                                           | Vereinigtes Königreich Vereinigte Staaten                        | Ridley Scott                                           | 10.08.1990   |                                                                               |
| 1979 | Auf ein Neues                                                   |                                                                                       | Starting Over                                   | Vereinigte Staaten                                               | Alan J. Pakula                                         | 23.12.1988   |                                                                               |
| 1979 | Der Champ                                                       |                                                                                       | The Champ                                       | Vereinigte Staaten                                               | Franco Zeffirelli                                      | 02.10.1987   |                                                                               |
| 1979 | Der elektrische Reiter                                          |                                                                                       | The Electric Horseman                           | Vereinigte Staaten                                               | Sydney Pollack                                         | 13.02.1981   |                                                                               |
| 1979 | Es führt kein Weg zurück                                        |                                                                                       | You Can’t Go Home Again                         | Vereinigte Staaten                                               | Ralph Nelson                                           | 07.10.1989   |                                                                               |
| 1979 | Flucht von Alcatraz                                             |                                                                                       | Escape from Alcatraz                            | Vereinigte Staaten                                               | Don Siegel                                             | 08.08.1987   |                                                                               |
| 1979 | Fürs Vaterland zu sterben                                       |                                                                                       | Friendly Fire                                   | Vereinigte Staaten                                               | David Greene                                           | 17.08.1988   |                                                                               |
| 1979 | Der Gefangene von Zenda                                         |                                                                                       | The Prisoner of Zenda                           | Vereinigte Staaten                                               | Richard Quine                                          | 03.12.1988   |                                                                               |
| 1979 | Hinter dem Rampenlicht                                          | Hinter dem Rampenlicht (All that Jazz)                                                | All That Jazz                                   | Vereinigte Staaten                                               | Bob Fosse                                              | 01.04.1983   |                                                                               |
| 1979 | Im Westen nichts Neues                                          |                                                                                       | All Quiet on the Western Front                  | Vereinigtes Königreich Vereinigte Staaten                        | Delbert Mann                                           | 01.08.1984   |                                                                               |
| 1979 | Liebe auf den ersten Biss                                       |                                                                                       | Love at First Bite                              | Vereinigte Staaten                                               | Stan Dragoti                                           | 18.06.1988   |                                                                               |
| 1979 | Ein Mann kämpft allein                                          | Die Jericho-Meile                                                                     | The Jericho Mile                                | Vereinigte Staaten                                               | Michael Mann                                           | 04.02.1983   |                                                                               |
| 1979 | Noch mehr Abenteuer der Familie Robinson in der Wildnis         |                                                                                       | Mountain Family Robinson                        | Vereinigte Staaten                                               | Jack Couffer                                           | 20.01.1990   |                                                                               |
| 1979 | Norma Rae – Eine Frau steht ihren Mann                          |                                                                                       | Norma Rae                                       | Vereinigte Staaten                                               | Martin Ritt                                            | 28.03.1980   |                                                                               |
| 1979 | Kramer gegen Kramer                                             |                                                                                       | Kramer vs. Kramer                               | Vereinigte Staaten                                               | Robert Benton                                          | 05.12.1980   |                                                                               |
| 1979 | Philadelphia Clan                                               | Die Unschuld der Mörder                                                               | Winter Kills                                    | Vereinigte Staaten                                               | William Richert                                        | 22.12.1984   |                                                                               |
| 1979 | The Rose                                                        |                                                                                       | The Rose                                        | Vereinigte Staaten                                               | Mark Rydell                                            | 14.05.1982   |                                                                               |
| 1979 | Star Trek: Der Film                                             |                                                                                       | Star Trek: The Motion Picture                   | Vereinigte Staaten                                               | Robert Wise                                            | 25.04.1986   |                                                                               |
| 1979 | Ein Treck zog weiter                                            | Und der Treck zog weiter…                                                             | Young and Free                                  | Vereinigte Staaten                                               | Keith Larsen                                           | 15.03.1980   |                                                                               |
| 1979 | … und Gerechtigkeit für alle                                    |                                                                                       | …And Justice for All                            | Vereinigte Staaten                                               | Norman Jewison                                         | 21.10.1983   |                                                                               |
| 1979 | Warum bleibst du nicht bis zum Frühstück?                       |                                                                                       | Why Not Stay for Breakfast?                     | Vereinigtes Königreich Vereinigte Staaten                        | Terry Marcel                                           | 09.05.1987   |                                                                               |
| 1979 | Was, du willst nicht?                                           |                                                                                       | The Main Event                                  | Vereinigte Staaten                                               | Howard Zieff                                           | 02.01.1981   |                                                                               |
| 1979 | Zehn – Die Traumfrau                                            | Die Traumfrau                                                                         | 10                                              | Vereinigte Staaten                                               | Blake Edwards                                          | 31.12.1987   |                                                                               |
| 1979 | Die zwei Welten der Jenny Logan                                 |                                                                                       | The Two Worlds of Jennie Logan                  | Vereinigte Staaten                                               | Frank De Felitta                                       | 14.12.1986   |                                                                               |
| 1979 | Das zweite Kapitel                                              |                                                                                       | Chapter Two                                     | Vereinigte Staaten                                               | Robert Moore                                           | 18.03.1983   |                                                                               |
| 1980 | Alles in Handarbeit                                             |                                                                                       | Hardly Working                                  | Vereinigte Staaten                                               | Jerry Lewis                                            | 23.12.1980   |                                                                               |
| 1980 | Alles oder nichts                                               |                                                                                       | Pleasure Palace                                 | Vereinigte Staaten                                               | Walter Grauman                                         | 26.12.1986   |                                                                               |
| 1980 | Auf der Suche nach Eden                                         |                                                                                       | Gauguin the Savage                              | Vereinigte Staaten                                               | Fielder Cook                                           | 20.03.1981   |                                                                               |
| 1980 | Ein Himmelhund von einem Schnüffler                             |                                                                                       | Oh! Heavenly Dog                                | Vereinigte Staaten                                               | Joe Camp                                               | 05.05.1990   |                                                                               |
| 1980 | Einmal Scheidung, bitte!                                        | Ehe mit Hindernissen                                                                  | The Last Married Couple in America              | Vereinigte Staaten                                               | Gilbert Cates                                          | 31.12.1986   |                                                                               |
| 1980 | Fame – Der Weg zum Ruhm                                         |                                                                                       | Fame                                            | Vereinigte Staaten                                               | Alan Parker                                            | 20.04.1984   |                                                                               |
| 1980 | Fast wie in alten Zeiten                                        |                                                                                       | Seems Like Old Times                            | Vereinigte Staaten                                               | Jay Sandrich                                           | 22.04.1983   |                                                                               |
| 1980 | Der Grenzwolf                                                   | Borderline (Die Grenzlinie)                                                           | Borderline                                      | Vereinigte Staaten                                               | Jerrold Freedman                                       | 04.06.1982   |                                                                               |
| 1980 | Jahreszeiten einer Ehe                                          |                                                                                       | A Change of Seasons                             | Vereinigte Staaten                                               | Richard Lang                                           | 03.12.1982   |                                                                               |
| 1980 | Der Jazz-Sänger                                                 |                                                                                       | The Jazz Singer                                 | Vereinigte Staaten                                               | Richard Fleischer                                      | 19.11.1988   |                                                                               |
| 1980 | Das Laserstrahlkommando                                         | Der Geiselturm                                                                        | The Hostage Tower                               | Vereinigte Staaten                                               | Claudio Guzmán                                         | 01.01.1982   |                                                                               |
| 1980 | Omar Mukhtar – Löwe der Wüste                                   |                                                                                       | Omar Mukhtar – Lion of the Desert               | Libyen Vereinigte Staaten                                        | Moustapha Akkad                                        | 27.03.1983   |                                                                               |
| 1980 | Ein reizender Fratz                                             |                                                                                       | Little Miss Marker                              | Vereinigte Staaten                                               | Walter Bernstein                                       | 05.07.1987   |                                                                               |
| 1980 | Sophia Loren – Mein Leben                                       |                                                                                       | Sophia Loren: Her Own Story                     | Vereinigte Staaten                                               | Mel Stuart                                             | 11.03.1989   |                                                                               |
| 1980 | Sunday Lovers                                                   |                                                                                       | Sunday Lovers                                   | Italien Frankreich Vereinigtes Königreich Vereinigte Staaten     | Dino Risi, Édouard Molinaro, Bryan Forbes, Gene Wilder | 31.12.1988   |                                                                               |
| 1980 | Das Tagebuch der Anne Frank                                     |                                                                                       | The Diary of Anne Frank                         | Vereinigte Staaten                                               | Boris Sagal                                            | 11.06.1989   |                                                                               |
| 1980 | Von Küste zu Küste                                              | Wilde Flucht nach Kalifornien                                                         | Coast to Coast                                  | Vereinigte Staaten                                               | Joseph Sargent                                         | 08.04.1990   |                                                                               |
| 1980 | Xanadu                                                          |                                                                                       | Xanadu                                          | Vereinigte Staaten                                               | Robert Greenwald                                       | 16.12.1988   |                                                                               |
| 1981 | Am goldenen See                                                 |                                                                                       | On Golden Pond                                  | Vereinigte Staaten                                               | Mark Rydell                                            | 09.03.1984   |                                                                               |
| 1981 | The Bronx                                                       | Fort Apache (The Bronx)                                                               | Fort Apache – The Bronx                         | Vereinigte Staaten                                               | Daniel Petrie                                          | 06.04.1984   |                                                                               |
| 1981 | Cattle Annie                                                    | Zwei Mädchen und die Doolin-Bande                                                     | Cattle Annie and Little Britches                | Vereinigte Staaten                                               | Lamont Johnson                                         | 23.06.1984   |                                                                               |
| 1981 | Endlose Liebe                                                   |                                                                                       | Endless Love                                    | Vereinigte Staaten                                               | Franco Zeffirelli                                      | 06.08.1989   |                                                                               |
| 1981 | Excalibur                                                       |                                                                                       | Excalibur                                       | Vereinigte Staaten Vereinigtes Königreich                        | John Boorman                                           | 16.05.1986   |                                                                               |
| 1981 | Jede Nacht zählt                                                |                                                                                       | All Night Long                                  | Vereinigte Staaten                                               | Jean-Claude Tramont                                    | 23.12.1988   |                                                                               |
| 1981 | Jodie – Irgendwo in Texas                                       |                                                                                       | Hard Country                                    | Vereinigte Staaten                                               | David Greene                                           | 19.07.1989   |                                                                               |
| 1981 | Kampf der Titanen                                               |                                                                                       | Clash of the Titans                             | Vereinigte Staaten                                               | Desmond Davis                                          | 16.08.1985   |                                                                               |
| 1981 | Legende der Wildnis                                             |                                                                                       | Legend of the Wild                              | Vereinigte Staaten                                               | James L. Conway                                        | 02.12.1983   | Zusammenschnitt der ersten und letzten Folge der Serie Der Mann in den Bergen |
| 1981 | Meine liebe Rabenmutter                                         |                                                                                       | Mommie Dearest                                  | Vereinigte Staaten                                               | Frank Perry                                            | 26.11.1981   |                                                                               |
| 1981 | Ein Montag im Oktober                                           |                                                                                       | First Monday in October                         | Vereinigte Staaten                                               | Ronald Neame                                           | 20.01.1990   |                                                                               |
| 1981 | Nebenstraßen                                                    |                                                                                       | Back Roads                                      | Vereinigte Staaten                                               | Martin Ritt                                            | 05.05.1989   |                                                                               |
| 1981 | Privatdetektiv Joe Dancer: Ein Auftrag für den Affen            | Ein Auftrag für den Affen                                                             | The Monkey Mission                              | Vereinigte Staaten                                               | Burt Brinckerhoff                                      | 26.07.1990   |                                                                               |
| 1981 | Privatdetektiv Joe Dancer: Ein harter Brocken                   | Ein harter Brocken                                                                    | The Big Black Pill                              | Vereinigte Staaten                                               | Reza Badiyi                                            | 12.07.1990   |                                                                               |
| 1981 | Ragtime                                                         |                                                                                       | Ragtime                                         | Vereinigte Staaten                                               | Miloš Forman                                           | 25.03.1988   |                                                                               |
| 1981 | Die Sensationsreporterin                                        |                                                                                       | Absence of Malice                               | Vereinigte Staaten                                               | Sydney Pollack                                         | 02.11.1984   |                                                                               |
| 1981 | Was machst du, wenn du einen Elefanten triffst?                 | Wenn der Zirkus kommt                                                                 | When the Circus Came to Town                    | Vereinigte Staaten                                               | Boris Sagal                                            | 04.02.1990   |                                                                               |
| 1982 | Butterfly – Der blonde Schmetterling                            |                                                                                       | Butterfly                                       | Vereinigte Staaten                                               | Mark Cimber                                            | 13.07.1984   |                                                                               |
| 1982 | E.T. – Der Außerirdische                                        |                                                                                       | E.T. the Extra-Terrestrial                      | Vereinigte Staaten                                               | Steven Spielberg                                       | 29.04.1988   |                                                                               |
| 1982 | Frances                                                         |                                                                                       | Frances                                         | Vereinigte Staaten                                               | Graeme Clifford                                        | 01.10.1988   |                                                                               |
| 1982 | Geliebter Giorgio                                               |                                                                                       | Yes, Giorgio                                    | Vereinigte Staaten                                               | Franklin J. Schaffner                                  | 07.08.1988   |                                                                               |
| 1982 | Goldfieber                                                      |                                                                                       | Mother Lode                                     | Vereinigte Staaten                                               | Charlton Heston                                        | 09.12.1988   |                                                                               |
| 1982 | Der Glöckner von Notre Dame                                     |                                                                                       | The Hunchback of Notre Dame                     | Vereinigte Staaten                                               | Michael Tuchner                                        | 12.08.1990   |                                                                               |
| 1982 | Hammett                                                         |                                                                                       | Hammett                                         | Vereinigte Staaten                                               | Wim Wenders                                            | 07.09.1984   |                                                                               |
| 1982 | Highpoint                                                       |                                                                                       | Highpoint                                       | Kanada Vereinigte Staaten                                        | Peter Carter                                           | 12.03.1982   |                                                                               |
| 1982 | In der Stille der Nacht                                         |                                                                                       | Still of the Night                              | Vereinigte Staaten                                               | Robert Benton                                          | 19.12.1987   |                                                                               |
| 1982 | The King of Comedy                                              |                                                                                       | The King of Comedy                              | Vereinigte Staaten                                               | Martin Scorsese                                        | 29.04.1990   |                                                                               |
| 1982 | Mörderische Leidenschaft                                        |                                                                                       | Murder Is Easy                                  | Vereinigte Staaten                                               | Claude Whatham                                         | 30.04.1988   |                                                                               |
| 1982 | Polizei-Komplott                                                | Das Komplott                                                                          | A Question of Honor                             | Vereinigte Staaten                                               | Jud Taylor                                             | 10.06.1989   |                                                                               |
| 1982 | Probe für einen Mord                                            |                                                                                       | Rehearsal for Murder                            | Vereinigte Staaten                                               | David Greene                                           | 21.12.1989   |                                                                               |
| 1982 | Taxifahrer kämpfen nie allein                                   | Taxidriver kämpfen nie allein                                                         | Hit and Run                                     | Vereinigte Staaten                                               | Charles Braverman                                      | 06.10.1986   |                                                                               |
| 1982 | Tootsie                                                         |                                                                                       | Tootsie                                         | Vereinigte Staaten                                               | Sydney Pollack                                         | 15.06.1984   |                                                                               |
| 1982 | Vermißt                                                         |                                                                                       | Missing                                         | Vereinigte Staaten                                               | Constantin Costa-Gavras                                | 09.09.1983   |                                                                               |
| 1983 | Agatha Christie: Das Mörderfoto                                 |                                                                                       | A Caribbean Mystery                             | Vereinigte Staaten                                               | Robert Michael Lewis                                   | 07.01.1988   |                                                                               |
| 1983 | Agatha Christie: Zwei Leichen beim Souper                       |                                                                                       | Sparkling Cyanide                               | Vereinigte Staaten                                               | Robert Michael Lewis                                   | 10.12.1987   |                                                                               |
| 1983 | Die Arglosen im Ausland                                         |                                                                                       | The Innocents Abroad                            | Vereinigte Staaten BR Deutschland Frankreich Italien             | Luciano Salce                                          | 11.03.1990   |                                                                               |
| 1983 | Die Chaotenclique                                               | Pechvögel                                                                             | D.C. Cab                                        | Vereinigte Staaten                                               | Joel Schumacher                                        | 06.12.1985   |                                                                               |
| 1983 | Cross Creek                                                     |                                                                                       | Cross Creek                                     | Vereinigte Staaten                                               | Martin Ritt                                            | 16.12.1989   |                                                                               |
| 1983 | Daniel                                                          |                                                                                       | Daniel                                          | Vereinigte Staaten Vereinigtes Königreich                        | Sidney Lumet                                           | 07.03.1986   |                                                                               |
| 1983 | Eddie und die Cruisers                                          |                                                                                       | Eddie and the Cruisers                          | Vereinigte Staaten                                               | Martin Davidson                                        | 19.07.1988   |                                                                               |
| 1983 | Das fliegende Auge                                              |                                                                                       | Blue Thunder                                    | Vereinigte Staaten                                               | John Badham                                            | 20.07.1984   |                                                                               |
| 1983 | Der Fluch des rosaroten Panthers                                |                                                                                       | Curse of the Pink Panther                       | Vereinigtes Königreich Vereinigte Staaten                        | Blake Edwards                                          | 07.10.1989   |                                                                               |
| 1983 | Die Glücksritter                                                | Glücksritter                                                                          | Trading Places                                  | Vereinigte Staaten                                               | John Landis                                            | 01.03.1985   |                                                                               |
| 1983 | Hoffnung für Julian                                             |                                                                                       | Forever and Beyond                              | Vereinigte Staaten Japan                                         | Thomas Flood                                           | 04.05.1985   |                                                                               |
| 1983 | Immer auf die Kleinen                                           |                                                                                       | Smorgasbord                                     | Vereinigte Staaten                                               | Jerry Lewis                                            | 21.06.1986   |                                                                               |
| 1983 | Krull                                                           |                                                                                       | Krull                                           | Vereinigtes Königreich Vereinigte Staaten                        | Peter Yates                                            | 08.11.1985   |                                                                               |
| 1983 | Privatdetektiv Joe Dancer: Tote Zeugen nützen nichts            | Tote Zeugen nützen nichts                                                             | Murder 1, Dancer 0                              | Vereinigte Staaten                                               | Reza Badiyi                                            | 16.09.1990   |                                                                               |
| 1983 | Ein Tisch für Fünf                                              |                                                                                       | Table for Five                                  | Vereinigte Staaten                                               | Robert Lieberman                                       | 26.04.1985   |                                                                               |
| 1983 | Silkwood                                                        |                                                                                       | Silkwood                                        | Vereinigte Staaten                                               | Mike Nichols                                           | 04.04.1986   |                                                                               |
| 1983 | Triumph des Mannes, den sie Pferd nannten                       |                                                                                       | Triumphs of a Man Called Horse                  | Vereinigte Staaten Spanien                                       | John Hough                                             | 30.11.1984   |                                                                               |
| 1983 | Under Fire                                                      | Unter Feuer (Under Fire)                                                              | Under Fire                                      | Vereinigte Staaten                                               | Roger Spottiswoode                                     | 12.10.1984   |                                                                               |
| 1983 | Wenn die Wölfe heulen                                           |                                                                                       | Never Cry Wolf                                  | Vereinigte Staaten                                               | Carroll Ballard                                        | 18.08.1990   |                                                                               |
| 1983 | Yentl                                                           |                                                                                       | Yentl                                           | Vereinigte Staaten                                               | Barbra Streisand                                       | 26.03.1989   |                                                                               |
| 1983 | Zeit der Zärtlichkeit                                           |                                                                                       | Terms of Endearment                             | Vereinigte Staaten                                               | James L. Brooks                                        | 29.11.1985   |                                                                               |
| 1983 | Zwei ausgekochte Gauner                                         |                                                                                       | The Sting II                                    | Vereinigte Staaten                                               | Jeremy Kagan                                           | 03.01.1986   |                                                                               |
| 1983 | Zwei bärenstarke Typen                                          |                                                                                       | Nati con la camicia                             | Italien Vereinigte Staaten                                       | Enzo Barboni                                           | 18.02.1989   |                                                                               |
| 1984 | Amadeus                                                         |                                                                                       | Amadeus                                         | Vereinigte Staaten                                               | Miloš Forman                                           | 29.05.1987   |                                                                               |
| 1984 | Auf der Jagd nach dem grünen Diamanten                          | Die Jagd nach dem grünen Diamanten                                                    | Romancing the Stone                             | Vereinigte Staaten                                               | Robert Zemeckis                                        | 01.07.1988   |                                                                               |
| 1984 | Die Aufsässigen                                                 | Die aufsässigen Teachers                                                              | Teachers                                        | Vereinigte Staaten                                               | Arthur Hiller                                          | 23.12.1988   |                                                                               |
| 1984 | Aurora                                                          |                                                                                       | Aurora/Qualcosa di biondo                       | Italien Vereinigte Staaten                                       | Maurizio Ponzi                                         | 23.10.1987   |                                                                               |
| 1984 | Beat Street                                                     |                                                                                       | Beat Street                                     | Vereinigte Staaten                                               | Stan Lathan                                            | 14.06.1985   |                                                                               |
| 1984 | Beverly Hills Cop – Ich lös’ den Fall auf jeden Fall            |                                                                                       | Beverly Hills Cop                               | Vereinigte Staaten                                               | Martin Brest                                           | 24.07.1987   |                                                                               |
| 1984 | Breakin’                                                        |                                                                                       | Breakin’                                        | Vereinigte Staaten                                               | Joel Silberg                                           | 23.09.1990   |                                                                               |
| 1984 | Broadway Danny Rose                                             |                                                                                       | Broadway Danny Rose                             | Vereinigte Staaten                                               | Woody Allen                                            | 18.05.1986   |                                                                               |
| 1984 | Die Brut des Adlers                                             | Die Insel der Adler                                                                   | A Breed Apart                                   | Vereinigte Staaten                                               | Philippe Mora                                          | 17.07.1987   |                                                                               |
| 1984 | Cotton Club                                                     |                                                                                       | The Cotton Club                                 | Vereinigte Staaten                                               | Francis Ford Coppola                                   | 30.01.1987   |                                                                               |
| 1984 | Crackers – Fünf Gauner machen Bruch                             | Pechvögel                                                                             | Crackers                                        | Vereinigte Staaten                                               | Louis Malle                                            | 06.12.1985   |                                                                               |
| 1984 | Es war einmal in Amerika                                        |                                                                                       | Once Upon a Time in America                     | Italien Vereinigte Staaten                                       | Sergio Leone                                           | 13.06.1986   |                                                                               |
| 1984 | Flashpoint – Die Grenzwölfe                                     |                                                                                       | Flashpoint                                      | Vereinigte Staaten                                               | William Tannen                                         | 25.09.1988   |                                                                               |
| 1984 | Die Frau in Rot                                                 |                                                                                       | The Woman in Red                                | Vereinigte Staaten                                               | Gene Wilder                                            | 11.07.1986   |                                                                               |
| 1984 | Harry & Sohn                                                    |                                                                                       | Harry & Son                                     | Vereinigte Staaten                                               | Paul Newman                                            | 16.03.1986   |                                                                               |
| 1984 | Die Herzensbrecher                                              |                                                                                       | Heartbreakers                                   | Vereinigte Staaten                                               | Bobby Roth                                             | 07.11.1986   |                                                                               |
| 1984 | Die unendliche Geschichte                                       |                                                                                       | The NeverEnding Story                           | BR Deutschland Vereinigte Staaten                                | Wolfgang Petersen                                      | 06.09.1989   |                                                                               |
| 1984 | Eine verbotene Liebe                                            |                                                                                       | Un amour interdit                               | Frankreich Kanada Vereinigte Staaten                             | Jean-Pierre Dougnac                                    | 01.04.1988   |                                                                               |
| 1984 | Verheiratet mit einem Star                                      |                                                                                       | Lily in Love                                    | Ungarn Vereinigte Staaten                                        | Károly Makk                                            | 04.10.1985   |                                                                               |
| 1985 | Die Abenteuer der Natty Gann                                    | Die Reise der Natty Gann                                                              | The Journey of Natty Gann                       | Vereinigte Staaten                                               | Jeremy Kagan                                           | 15.04.1990   |                                                                               |
| 1985 | Der Assisi Untergrund                                           | Die Untergrundbewegung von Assisi                                                     | The Assisi Underground                          | Vereinigte Staaten Italien                                       | Alexander Ramati                                       | 25.04.1989   |                                                                               |
| 1985 | Auf der Jagd nach dem Juwel vom Nil                             |                                                                                       | The Jewel of the Nile                           | Vereinigte Staaten                                               | Lewis Teague                                           | 21.09.1990   |                                                                               |
| 1985 | A Chorus Line                                                   |                                                                                       | A Chorus Line                                   | Vereinigte Staaten                                               | Richard Attenborough                                   | 19.12.1986   |                                                                               |
| 1985 | Die Ehre der Prizzis                                            |                                                                                       | Prizzi’s Honor                                  | Vereinigte Staaten                                               | John Huston                                            | 14.08.1987   |                                                                               |
| 1985 | Die Farbe Lila                                                  |                                                                                       | The Color Purple                                | Vereinigte Staaten                                               | Steven Spielberg                                       | 19.08.1988   |                                                                               |
| 1985 | Fast Forward – Sie kannten nur ein Ziel                         |                                                                                       | Fast Forward                                    | Vereinigte Staaten                                               | Sidney Poitier                                         | 11.12.1987   |                                                                               |
| 1985 | Das Feuerschiff                                                 |                                                                                       | The Lightship                                   | Vereinigte Staaten                                               | Jerzy Skolimowski                                      | 25.02.1989   |                                                                               |
| 1985 | Jenseits von Afrika                                             |                                                                                       | Out of Africa                                   | Vereinigte Staaten                                               | Sydney Pollack                                         | 04.09.1987   |                                                                               |
| 1985 | Latino                                                          |                                                                                       | Latino                                          | Vereinigte Staaten                                               | Haskell Wexler                                         | 02.10.1987   |                                                                               |
| 1985 | Merlin und das Schwert                                          |                                                                                       | Merlin and the Sword                            | Vereinigte Staaten                                               | Clive Donner                                           | 03.01.1988   |                                                                               |
| 1985 | Das Messer                                                      |                                                                                       | Jagged Edge                                     | Vereinigte Staaten                                               | Richard Marquand                                       | 14.04.1989   |                                                                               |
| 1985 | Mord à la Carte                                                 |                                                                                       | Agatha Christie’s Thirteen at Dinner            | Vereinigte Staaten                                               | Lou Antonio                                            | 03.04.1988   |                                                                               |
| 1985 | Mord mit doppeltem Boden                                        |                                                                                       | Agatha Christie’s Murder with Mirrors           | Vereinigte Staaten                                               | Dick Lowry                                             | 06.10.1988   |                                                                               |
| 1985 | The Purple Rose of Cairo                                        |                                                                                       | The Purple Rose of Cairo                        | Vereinigte Staaten                                               | Woody Allen                                            | 06.03.1987   |                                                                               |
| 1985 | Silverado                                                       |                                                                                       | Silverado                                       | Vereinigte Staaten                                               | Lawrence Kasdan                                        | 22.01.1988   |                                                                               |
| 1985 | Tod eines Handlungsreisenden                                    |                                                                                       | Death of a Salesman                             | Vereinigte Staaten                                               | Volker Schlöndorff                                     | 30.12.1988   |                                                                               |
| 1985 | Verrücktes Hollywood                                            |                                                                                       | Malice in Wonderland                            | Vereinigte Staaten                                               | Gus Trikonis                                           | 28.12.1986   |                                                                               |
| 1985 | Zurück in die Zukunft                                           |                                                                                       | Back to the Future                              | Vereinigte Staaten                                               | Robert Zemeckis                                        | 29.12.1989   |                                                                               |
| 1986 | 9½ Wochen                                                       |                                                                                       | 9½ Weeks                                        | Vereinigte Staaten                                               | Adrian Lyne                                            | 27.07.1990   |                                                                               |
| 1986 | Belizaire – Der Cajun                                           |                                                                                       | Belizaire the Cajun                             | Vereinigte Staaten                                               | Glen Pitre                                             | 16.09.1988   |                                                                               |
| 1986 | ¡Drei Amigos!                                                   | Drei Amigos                                                                           | ¡Three Amigos!                                  | Vereinigte Staaten                                               | John Landis                                            | 13.04.1990   |                                                                               |
| 1986 | F/X – Tödliche Tricks                                           |                                                                                       | F/X                                             | Vereinigte Staaten                                               | Robert Mandel                                          | 19.02.1988   |                                                                               |
| 1986 | Gefährliche Freundin                                            |                                                                                       | Something Wild                                  | Vereinigte Staaten                                               | Jonathan Demme                                         | 30.06.1989   |                                                                               |
| 1986 | Geschändet und geliebt                                          | Fluss der Engel                                                                       | Angel River                                     | Vereinigte Staaten Mexiko                                        | Sergio Olhovich                                        | 02.07.1988   |                                                                               |
| 1986 | Gottes vergessene Kinder                                        |                                                                                       | Children of a Lesser God                        | Vereinigte Staaten                                               | Randa Haines                                           | 09.09.1988   |                                                                               |
| 1986 | Das große Fest                                                  |                                                                                       | La Gran Fiesta                                  | Puerto Rico                                                      | Marcos Zurinaga                                        | 22.12.1989   |                                                                               |
| 1986 | Hannah und ihre Schwestern                                      |                                                                                       | Hannah and Her Sisters                          | Vereinigte Staaten                                               | Woody Allen                                            | 21.10.1988   |                                                                               |
| 1986 | Imagemaker – Im Zentrum der Macht                               | The Image-Maker                                                                       | The Imagemaker                                  | Vereinigte Staaten                                               | Hal Weiner                                             | 22.04.1988   |                                                                               |
| 1986 | Die Mafiaprinzessin                                             |                                                                                       | Mafia Princess                                  | Vereinigte Staaten                                               | Robert L. Collins                                      | 30.03.1990   |                                                                               |
| 1986 | Otello                                                          |                                                                                       | Otello                                          | Vereinigte Staaten Italien                                       | Franco Zeffirelli                                      | 01.01.1989   |                                                                               |
| 1986 | Platoon                                                         |                                                                                       | Platoon                                         | Vereinigte Staaten                                               | Oliver Stone                                           | 01.12.1989   |                                                                               |
| 1986 | Rebell der Wüste                                                | Harem                                                                                 | Harem                                           | Vereinigte Staaten                                               | William Hale                                           | 06.06.1987   |                                                                               |
| 1986 | Salvador                                                        |                                                                                       | Salvador                                        | Vereinigte Staaten                                               | Oliver Stone                                           | 02.09.1988   |                                                                               |
| 1986 | Shadows on the Wall                                             | Schatten an der Wand                                                                  | Shadows on the Wall                             | Vereinigte Staaten                                               | Patrick C. Poole                                       | 21.09.1990   |                                                                               |
| 1986 | Staatsanwälte küßt man nicht                                    |                                                                                       | Legal Eagles                                    | Vereinigte Staaten                                               | Ivan Reitman                                           | 05.08.1988   |                                                                               |
| 1986 | Die unglaubliche Entführung der verrückten Mrs. Stone           |                                                                                       | Ruthless People                                 | Vereinigte Staaten                                               | Jim Abrahams, David Zucker, Jerry Zucker               | 27.01.1990   |                                                                               |
| 1986 | Unheimliches Verlangen                                          |                                                                                       | Flagrant Désir                                  | Frankreich Vereinigte Staaten                                    | Claude Faraldo                                         | 21.10.1989   |                                                                               |
| 1987 | Ein Aufstand alter Männer                                       |                                                                                       | A Gathering of Old Men                          | Vereinigte Staaten Deutschland                                   | Volker Schlöndorff                                     | 16.09.1988   |                                                                               |
| 1987 | Blondinen sterben früher                                        | Slam Dance                                                                            | Slam Dance                                      | Vereinigte Staaten                                               | Wayne Wang                                             | 16.03.1990   |                                                                               |
| 1987 | Dornröschen                                                     |                                                                                       | Sleeping Beauty                                 | Vereinigte Staaten                                               | David Irving                                           | 16.12.1989   |                                                                               |
| 1987 | Hänsel und Gretel                                               |                                                                                       | Hansel and Gretel                               | Vereinigte Staaten Israel                                        | Len Talan                                              | 24.12.1989   |                                                                               |
| 1987 | Die Schöne und das Biest                                        |                                                                                       | The Beauty and the Beast                        | Vereinigte Staaten Israel                                        | Eugene Marner                                          | 03.06.1990   |                                                                               |
| 1987 | Casanova                                                        |                                                                                       | Casanova                                        | Vereinigte Staaten Italien BR Deutschland Vereinigtes Königreich | Simon Langton                                          | 23.05.1988   |                                                                               |
| 1987 | Dirty Dancing                                                   |                                                                                       | Dirty Dancing                                   | Vereinigte Staaten                                               | Emile Ardolino                                         | 30.06.1989   |                                                                               |
| 1987 | Flashpoint Mexico                                               |                                                                                       | Love Among Thieves                              | Vereinigte Staaten                                               | Rogert Young                                           | 30.06.1989   |                                                                               |
| 1987 | Good Morning Babilonia                                          |                                                                                       | Good Morning Babilonia                          | Italien Frankreich Vereinigte Staaten                            | Paolo Taviani, Vittorio Taviani                        | 19.05.1989   |                                                                               |
| 1987 | Der kleine Bruder                                               |                                                                                       | Kenny                                           | Kanada Vereinigte Staaten                                        | Claude Gagnon                                          | 08.12.1989   |                                                                               |
| 1987 | Mannequin                                                       |                                                                                       | Mannequin                                       | Vereinigte Staaten                                               | Michael Gottlieb                                       | 14.04.1990   |                                                                               |
| 1987 | Mondsüchtig                                                     |                                                                                       | Moonstruck                                      | Vereinigte Staaten                                               | Norman Jewison                                         | 04.08.1989   |                                                                               |
| 1987 | Nuts… Durchgedreht                                              |                                                                                       | Nuts                                            | Vereinigte Staaten                                               | Martin Ritt                                            | 13.10.1989   |                                                                               |
| 1987 | Out of Rosenheim                                                |                                                                                       | Bagdad Cafe                                     | BR Deutschland Vereinigte Staaten                                | Percy Adlon                                            | 12.01.1990   |                                                                               |
| 1987 | Prince – Sign O’ the Times                                      |                                                                                       | Sign o’ the Times                               | Vereinigte Staaten                                               | Prince                                                 | 10.03.1989   |                                                                               |
| 1987 | Poker Alice                                                     |                                                                                       | Poker Alice                                     | Vereinigte Staaten                                               | James Lee Barrett                                      | 07.01.1989   |                                                                               |
| 1987 | Die Reise ins Ich                                               |                                                                                       | Innerspace                                      | Vereinigte Staaten                                               | Joe Dante                                              | 05.01.1990   |                                                                               |
| 1987 | Der Schatz der Mona-Insel                                       |                                                                                       | Tesoro                                          | Kuba Puerto Rico Venezuela                                       | Diego de la Texera                                     | 26.09.1989   |                                                                               |
| 1987 | Das Schlafzimmerfenster                                         |                                                                                       | The Bedroom Window                              | Vereinigte Staaten                                               | Curtis Hanson                                          | 15.09.1989   |                                                                               |
| 1987 | Der Sizilianer                                                  |                                                                                       | The Sicilian                                    | Vereinigte Staaten                                               | Michael Cimino                                         | 25.08.1989   |                                                                               |
| 1987 | Die 4-Millionen-Dollar-Jagd                                     | Geldgier                                                                              | Million Dollar Mystery                          | Vereinigte Staaten                                               | Richard Fleischer                                      | 11.05.1990   |                                                                               |
| 1988 | Der Cop                                                         | Cop                                                                                   | Cop                                             | Vereinigte Staaten                                               | James B. Harris                                        | 15.06.1990   |                                                                               |
| 1988 | Crocodile Dundee II                                             |                                                                                       | Crocodile Dundee II                             | Australien Vereinigte Staaten                                    | John Cornell                                           | 25.05.1990   |                                                                               |
| 1988 | Gorillas im Nebel                                               |                                                                                       | Gorillas in the Mist                            | Vereinigte Staaten                                               | Michael Apted                                          | 03.09.1990   |                                                                               |
| 1988 | Das Haus in der Carroll Street                                  |                                                                                       | The House on Carroll Street                     | Vereinigte Staaten                                               | Peter Yates                                            | 01.09.1989   |                                                                               |
| 1988 | Ich und Er                                                      | Ich & Er                                                                              | Ich und Er                                      | BR Deutschland Vereinigte Staaten                                | Doris Dörrie                                           | 21.07.1989   |                                                                               |
| 1988 | Meine Stiefmutter ist ein Alien                                 |                                                                                       | My Stepmother Is an Alien                       | Vereinigte Staaten                                               | Richard Benjamin                                       | 29.06.1990   |                                                                               |
| 1988 | Mein Leben mit Anne Frank                                       | Meine Zeit mit Anne Frank                                                             | The Attic: The Hiding of Anne Frank             | Vereinigte Staaten Vereinigtes Königreich                        | John Erman                                             | 01.04.1990   |                                                                               |
| 1988 | Milagro – Der Krieg im Bohnenfeld                               |                                                                                       | The Milagro Beanfield War                       | Vereinigte Staaten                                               | Robert Redford                                         | 22.06.1990   |                                                                               |
| 1988 | Mississippi Burning – Die Wurzel des Hasses                     |                                                                                       | Mississippi Burning                             | Vereinigte Staaten                                               | Alan Parker                                            | 27.04.1990   |                                                                               |
| 1988 | Rain Man                                                        |                                                                                       | Rain Man                                        | Vereinigte Staaten                                               | Barry Levinson                                         | 05.07.1990   |                                                                               |
| 1988 | Rendezvous mit einer Leiche                                     |                                                                                       | Appointment with Death                          | Vereinigte Staaten                                               | Michael Winner                                         | 01.07.1989   |                                                                               |
| 1988 | Skandal in einer kleinen Stadt                                  |                                                                                       | Scandal in a Small Town                         | Vereinigte Staaten                                               | Anthony Page                                           | 08.06.1990   |                                                                               |
| 1989 | Abyss – Abgrund des Todes                                       | Abyss                                                                                 | The Abyss                                       | Vereinigte Staaten                                               | James Cameron                                          | 20.07.1990   |                                                                               |
| 1989 | Harry und Sally                                                 |                                                                                       | When Harry Met Sally…                           | Vereinigte Staaten                                               | Rob Reiner                                             | 03.08.1990   |                                                                               |
| 1990 | Everybody Wins                                                  |                                                                                       | Everybody Wins                                  | Vereinigte Staaten Vereinigtes Königreich                        | Karel Reisz                                            | 10.08.1990   |                                                                               |